# Історія Каталонії

Історичні землі Каталонії (червоним — сучасна автономна область Каталонія, сірим — так звані «каталонські землі»

Каталонія — історична область у Південно-Західній Європі, яка сформувалася на базі кількох графств Іспанської марки Каролінзької імперії на сході Піренейського (Іберійського) півострова у часи Карла Великого. До середини XVII ст. зберігала свою цілісність, коли за Піренейським договором 1659 року була розділена між Іспанським і Французьким королівствами. У теперішній час Каталонія є автономною спільнотою у складі Іспанії.

## Етимологія

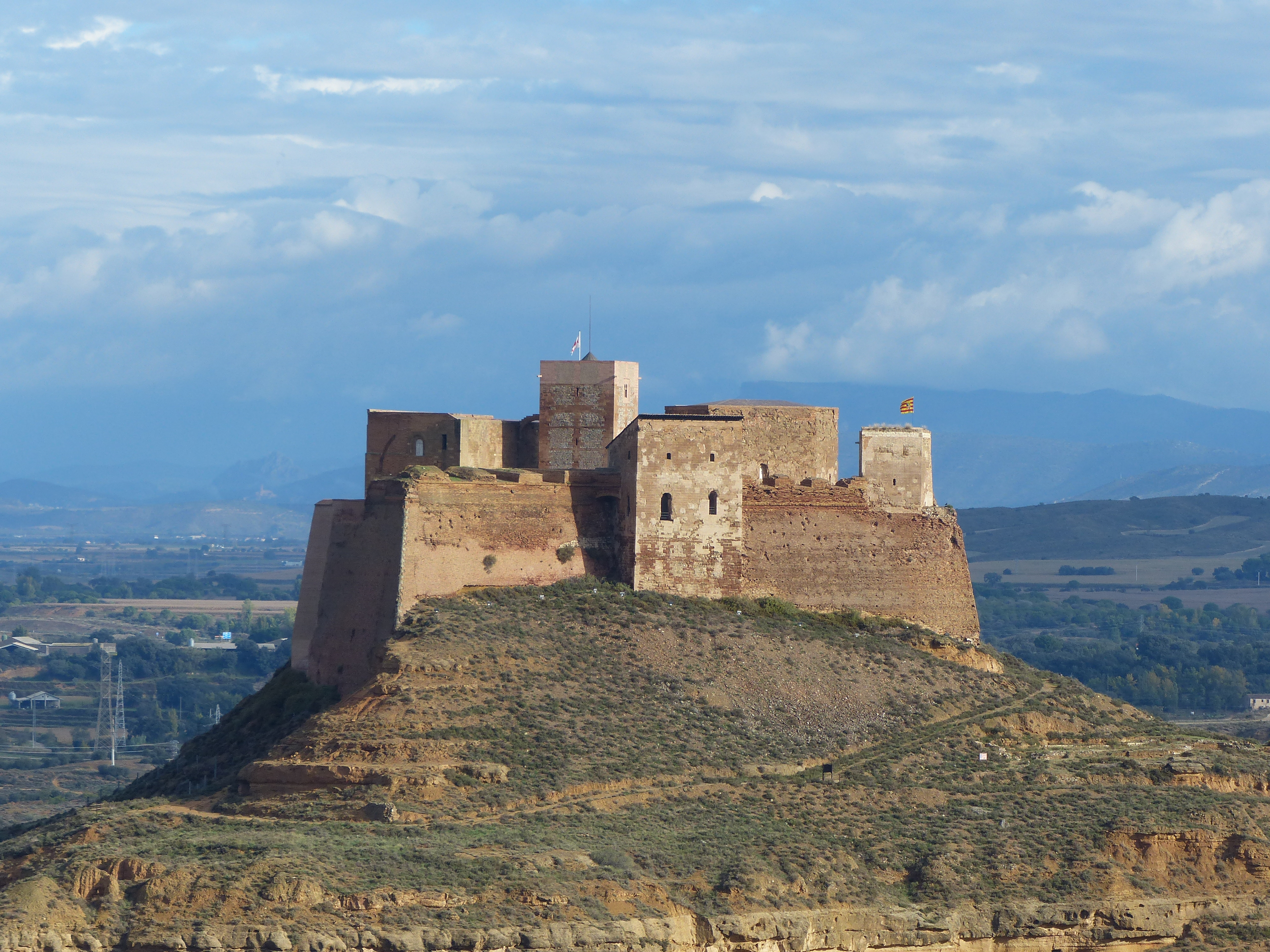
Замок у Монсоні

Топонім Каталонія вперше зустрічається XII ст. у період феодальної роздробленості на території Іспанської марки. Він з'явився на Піренейському п-ві в добу протистояння християнських держав мусульманським завойовникам.
У період феодалізму у Каталонії васал власника феоду називався кастла́ (кат. castlà), тобто володар замку, від чого, за цією версією, і походить назва Каталонія. Інше можливе тлумачення слово кастла — не володар, а просто мешканець замку. Також відомо, що вже у XII ст. латинське слово cathalani означало як каталонців, так і жителів (або володарів) замків.
За іншою версією, слово Каталонія є похідним від самоназви германського племені вестготів, які захопили ці землі під час розпаду Римської імперії (з V ст. до 718 р.). За цією версією назва Каталонія походить від слова Gotholàndia або Gotalàunia — «земля ґотів» (латинізоване Gothland): франки часто називали території на південь від Піренеїв «ґотськими землями».
Існує також версія яка пов'язує слово Каталонія з арабською назвою замку у м. Монсон у провінції Уеска в Автономній області Іспанії Арагоні: арабською він називався Калат-Талунія, і нібито саме цю назву араби перенесли на всі території, розташовані на схід від цієї місцевості, тобто на сьогоднішню Каталонію.

## Історична Каталонія

### Каталанські країни

мапа 3. Каталанські країни

Історична Каталонія (див. мапу 1.) складається з автономної області Каталонія в Іспанії (див. мапу 2.) і Північної Каталонії у Франції, яка відповідає французькому департаменту Східні Піренеї. Історія Каталонії, починаючи з середини XVII ст., тобто поділу історичного регіону, стосується переважно земель сучасної Автономної області Каталонія в Іспанії.

Каталонський національний прапор

мапа 1. Каталонія — історична область, розділена за Піренейським договором 1659 р.

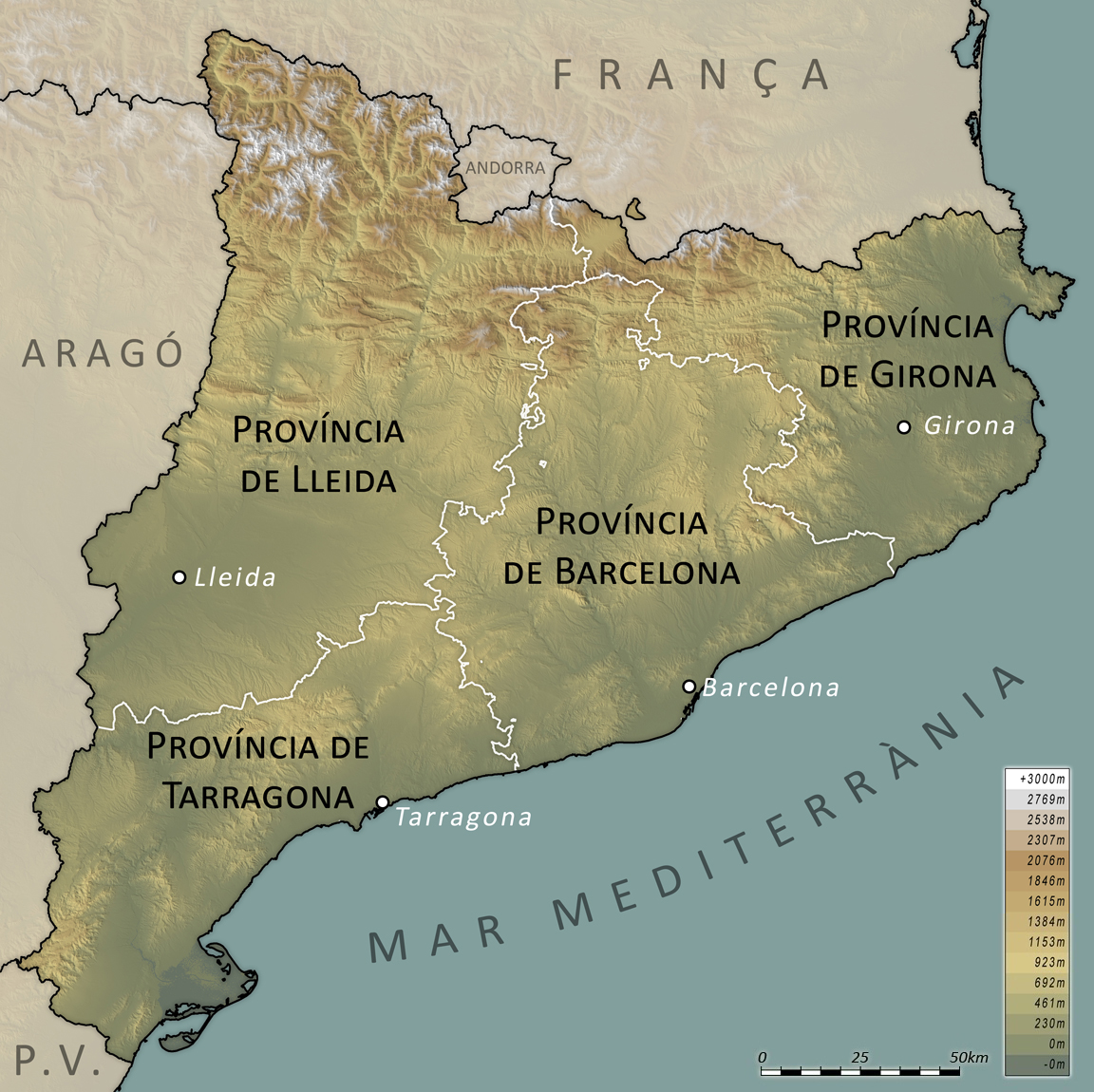
мапа 2. Автономна область Каталонія, розподіл на чотири провінції : Барселону, Жирону, Льєйду та Таррагону

Каталонія є етнічною територією каталонців — західно-романського народу, формування якого вчені відносять до середньовічного періоду Іспанської Марки
Ще один каталонський топонім, як історичний, так і сучасний, — Каталонські землі (кат. Països catalans див. мапу 3.). Маються на увазі ті середземноморські території, які у Середньовіччі входили до Арагонського королівства, і де у теперішній час поширена каталанська мова (іноді радикальні каталонські історики ці «Каталанські країни», де населення переважно не має каталонської національної ідентичності, також іменує Каталонією)

## Періодизація історії
Хронологічна періодизація каталонської історії в цілому збігається з усталеною у всесвітній, зокрема, європейській, історії. В історії Каталонії виділяють такі основні історичні періоди:
- Доісторична епоха — характеризується археологічними знахідками на території Каталонії решток примітивної людини, зокрема попередника неандертальця, рештки епохи палеоліту (середнього і пізнього), мезоліту; неолітичні стоянки первісних людей; триває до настання бронзової доби (1200-і рр. до н. е.).
- Давня історія — охоплює іберійський період історії Каталонії (2 —1 тис. до н.е), фінікійську, давньогрецьку і карфагенську колонізацію (з кінця 2 тис. — до II ст. до н.е) і римське панування на каталонських землях з II ст. до н. е. до вестґотської навали на поч. V ст. н. е.
- Каталонське Середньовіччя — період вестготського панування (V — поч. VII ст.ст.), боротьби з мусульманською навалою, становлення й унезалежнення Барселонського графства як осередку формування каталонської незалежності (сер. VII — сер. ХІІ ст.ст.) і Арагоно-Каталонська федерація (1137—1469 рр.).
- Новий час — Каталонія у складі централізованої Іспанської морської імперії (сер. XV — кін. XVIII ст.ст.): втрата рештків автономії в результаті Війни за іспанську спадщину (1714 рік).
- Новітній час — Каталонія під французьким управлінням як наслідок Наполеонівських війн (1808—1814); капіталістичні перетворення в Іспанії (карлістські війни, революція, багатопартійність і робітничий рух) 1830—90 рр.; зародження і розвиток каталонського націоналізму.
- XX століття — сучасність — Франкістська диктатура (1939—1975 рр.); відновлення каталонської автономії (1977), сучасне політико-економічне становище Каталонії.

Попри значну сучасну історичну літературу, в тому числі і каталаномовну, найбільш авторитетним і солідним дослідженням з історії Каталонії (до сер. XIX ст.) залишається 11-томне видання каталонського історика, політичного діяча і поета XIX ст. В. Балаге (кат. Víctor Balaguer i Cirera) «Історія Каталонії» (ісп. Historia de Cataluña), видане у 1885-86 р.р. у Мадриді іспанською мовою.

## Доісторична епоха

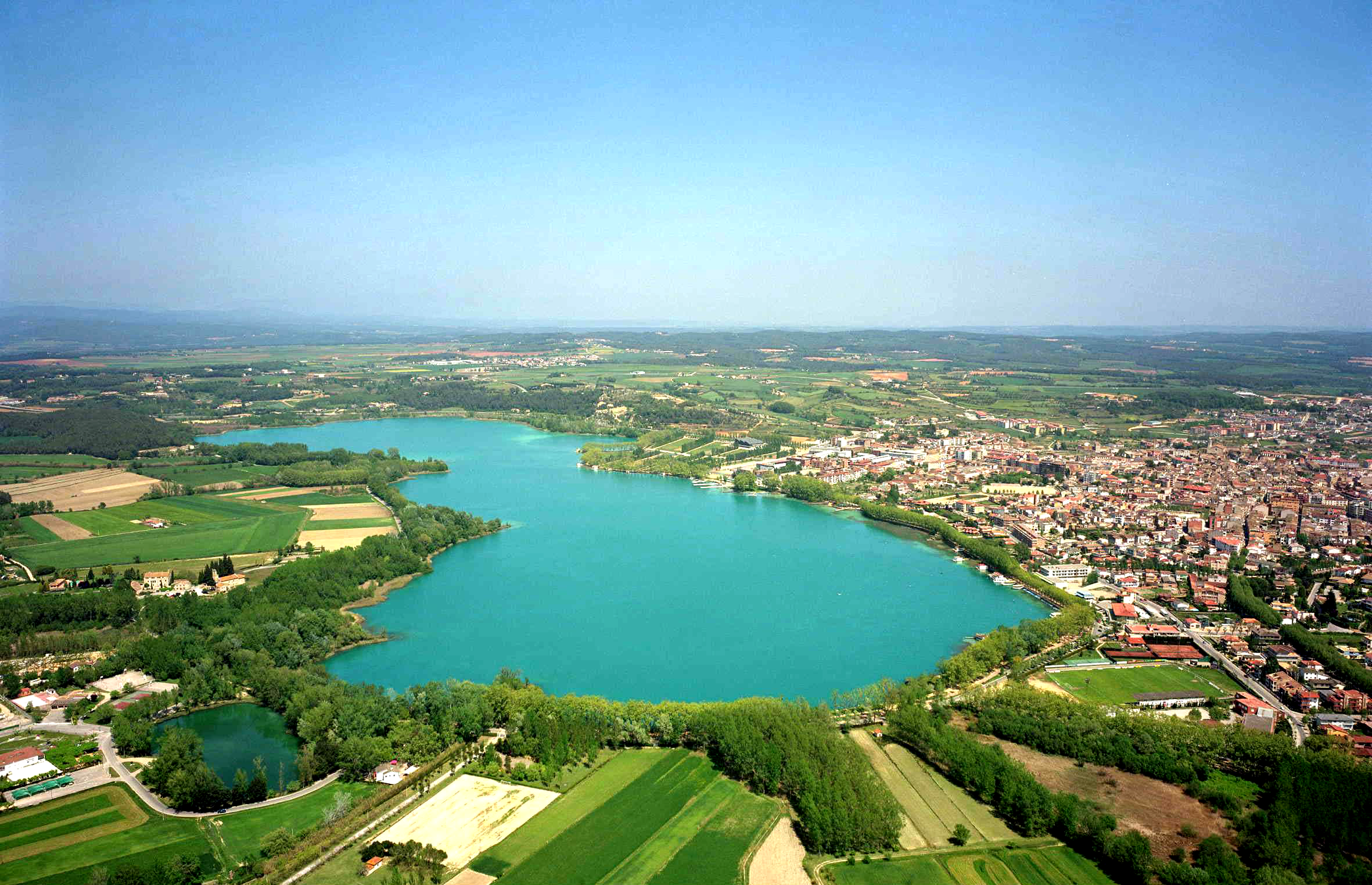
Околиці містечка Баньолас, район Пла-да-л'Астань, де було відкрито найстаріші рештки людини у Каталонії

Перші поселення доісторичної людини на території сучасної Каталонії датуються початком середнього палеоліту. Найстаріші рештки людини-попередника неандертальця, що жив бл. 200 тис. років тому, були відкриті в околиці містечка Баньолас району Пла-да-л'Астань, хоча серед вчених нема єдності у визначенні віку кісток баньоласької людини.

Інші важливі рештки доісторичної людини знайдені археологами у печерах Мульєт (кат. Mollet) біля Саріньї та Кау-дал-Дук (кат. Cau del Duc), розкопках у Форн-д'ан-Суґраньяс (кат. Forn d’en Sugranyes), а також примітивних прихистках Румані (кат. Romaní) та Агут (кат. Agut).

«Історія Каталонії» В. Балаге

У пізньому палеоліті доісторична людина проживала у Раклау-Бібе (кат. Reclau Viver), печерах Арбреза (кат. Arbreda) і Бора-Ґран-д'ан-Каррерас (кат. Bora Gran d’en Carreres, муніципалітет Сарінья) і Кау-да-лас-Ґожас кат. Cau de les Goges, муніципалітет Сан-Жулія-да-Раміс.

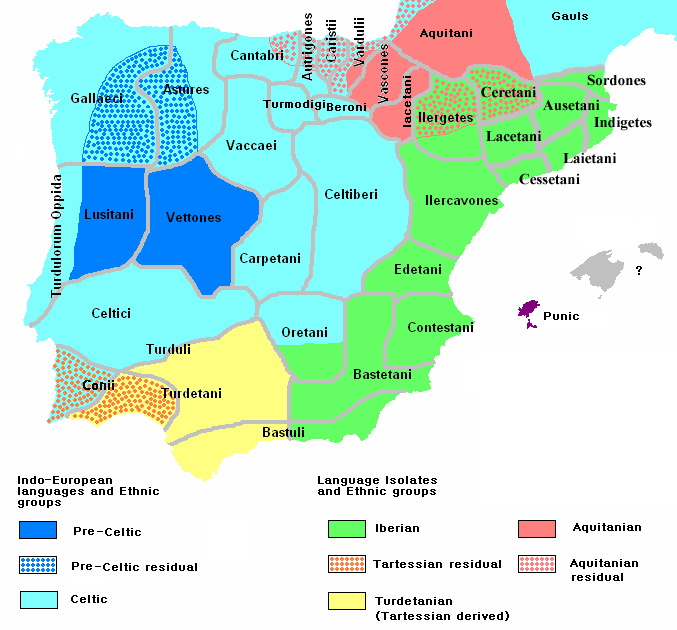
мапа 4. Іберійські племена на території Іспанії, бл. 200 р. до н. е.

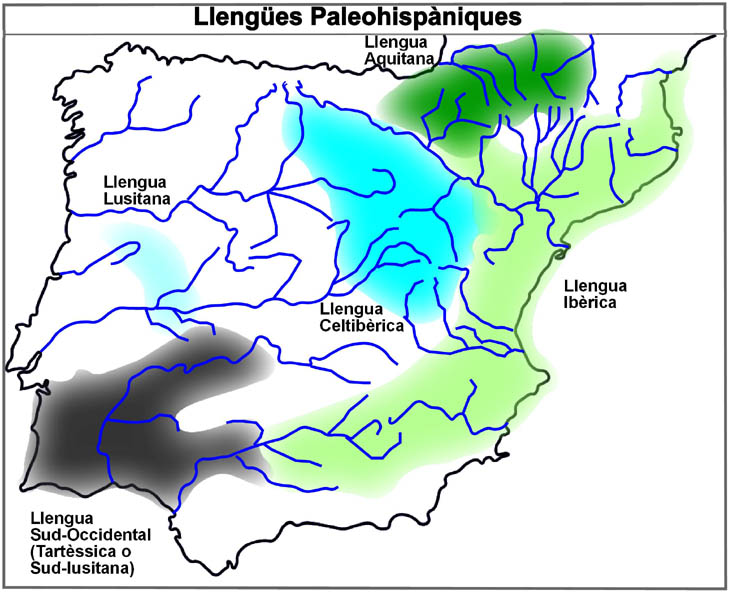
мапа 5. Мапа палеоіспанських мов

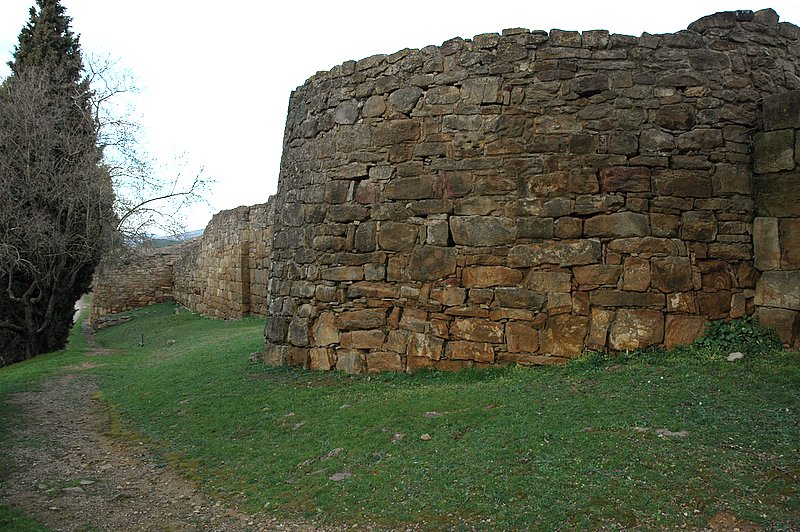
Найбільше іберійське місто у Каталонії біля містечка Улястрет, район Баш-Ампурда

З часів мезоліту (8 тис. — 5 тис. років до н. е.) збереглися такі стоянки первісної людини: Сан-Ґрегорі біля міста Фалсет (кат. Sant Gregori) і Ал-Філадо біля міста Марґалеф (кат. el Filador).
Неоліт на території Каталонії розпочався приблизно 4,5 тис. років до н. е., не зважаючи на те, що рівень осілості у цій зоні був значно менший у порівнянні з сусідніми територіями. Наявність лісів сприяла тому, що полювання та збирання лишалися основним заняттями місцевого населення. Головними неолітичними стоянками у Каталонії є Фунмажо (кат. Fontmajor) у л'Асплуга-да-Франкулі, печера Толь (кат. Toll) у Мура (кат. Morà), печери Ґран (кат. Gran) і Фреза (кат. Freda), масив Монсаррат (кат. Montserrat), а також прихистки в Ал-Кугулі та Ульдаконі.
Перші речі зроблені з міді фіксуються тут у період з 2500 до 1800 років до н. е. Бронзова доба датується періодом від 1800-х до 700-х років до н. е. Бронзова доба збігається у часі з прибуттям індоєвропейського населення кількома хвилями, починаючи з 1200-х років до н. е., і появою перших поселень міського типу. Починаючи з середини VII ст. до н. е. на землях Каталонії починається залізна доба.

## Давня історія

### Іберійці
Іберійці — народи, які заселяли Іберійський півострів та сусідні території, як вважають вчені, вже у 2-му тис. до н. е. Дослідники твердять, що на протокастильців, тобто тодішнє іберійське населення внутрішніх районів сучасної Іспанії, значно вплинув кельтський компонент — фактично сформувалась кельто-іберійська спільнота, натомість на етногенез протокаталонців (а також валенсійців і арагонців) вплив з боку кельтів був менший (див. мапу 4.) .
З VI століття до н. е. свідчення про іберійців надають античні автори — Гекатей Мілетський, Руф Фест Авіен, Геродот, Страбон.
До іберійських племен, які проживали на територіях сучасних каталанських країн, належать сордони (район сучасного Перпіньяна), серетани (сучасний район Сарданья на кордоні Франції та Іспанії), айреноси (сучасний район Баль-д'Аран), андосіни (район сучасної Андорри), аусетани (район сучасної Жирони), індіґети (район Люрет-да-Мар), кастеллани (район м. Сан-Жуан-да-лас-Абазесас), яксетани (північний кордон Каталонії та Арагону), лаеатани (м. Барселона), коссетани (м. Таррагона), іллерґи (м. Льєйда), лацетани (Центральна Каталонія), барґузії (р. Сайарра), суессетани (Центральний Арагон), седетани (Південний Арагон), ілеркавони (Південна Каталонія та Північна Валенсія), едетани (м. Валенсія), контестани (частково Валенсія і Мурсія) та елізики (південь Ланґедоку, північніше від сордонів) — див. мапу 4..
Усі названі вище народи, а також інші ібери та кельто-ібери і лузітани говорили кількома близько спорідненими іберійськими або палеоіспанськими мовами (іберійською на узбережжі Середземного моря, кельтіберійською у центральній частині сучасної Іспанії, тартеською або південнолузитанською на півдні сучасної Португалії та у сучасній Андалузії, лузитанською в центральній Португалії та аквітанською на території сучасної Наварри) — див. мапу 5..
Культура іберійців — мегалітичного типу.

### Колонізація узбережжя фінікійцями, греками і карфагенянами

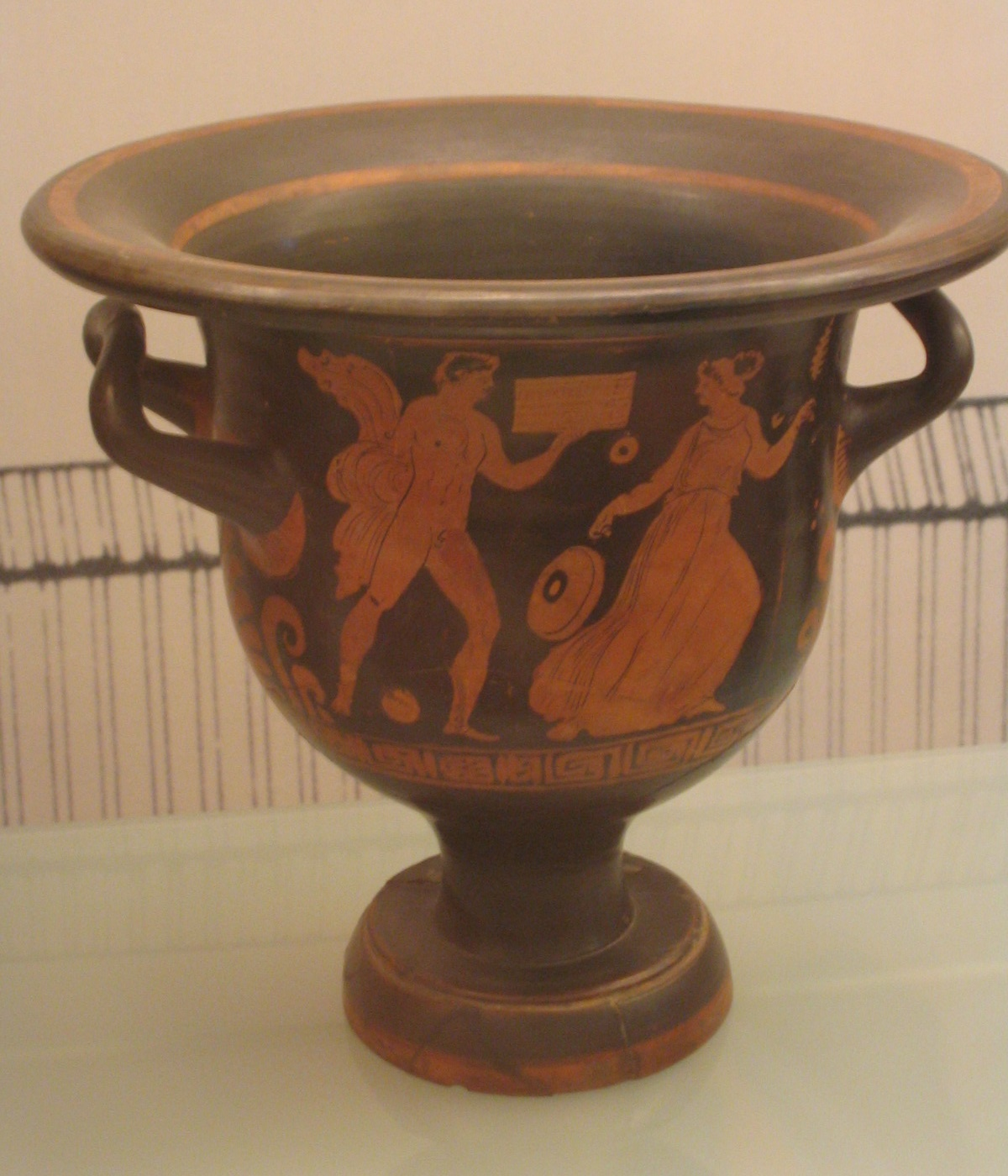
Давньогрецька амфора, Емпоріон

Починаючи з 1100 року до н. е. починається прибуття фінікійських переселенців на середземноморське узбережжя Іберійського півострова, насамперед в Андалусію.
З VIII ст. до н. е. у Каталонії, як і по всьому іберійському узбережжю, з'являються грецькі колонії, зокрема, Родіс (зараз Розас) і бл. 580 року до н. е. Емпоріон (грец. Εμπόριον, лат. Emporiae, зараз муніципалітет л'Аскала на 35 км південніше від французького кордону). Ці колонії засновувались переважно вихідцями з грецького царства Іонія. Поява грецьких колоній на узбережжі Середземного моря сприяла розвитку регіону, стимулювала поширення сільського господарства і пожвавлення торгівлі, як морської, так і внутрішньої. Грецькі колоністи принесли з собою навички деяких ремесел і господарської діяльності. Серед артефактів цього періоду, що знайдені археологами, чудові грецькі мозаїки, керамічні вироби, зокрема, амфори, і срібні монети, які карбували як у Родісі, так і в Емпоріоні.
У наступні століття, з VII ст. до н. е. просуванню грецьких колоністів завадили карфагеняни, які деякий час утримували контроль над цією частиною Середземномор'я. «Каталонською» колонією-форпостом Карфагена став заснований у 654 році до н. е. Ібусім (лат. Ibusim, кат. Eivissa, сучасна Ібіса на однойменному острові).

### Римська колонізація

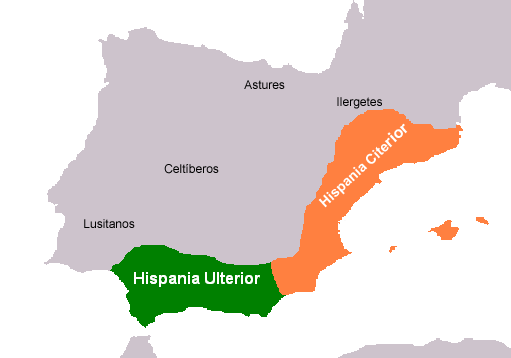
мапа 6. Римські провінції на території Іспанії, кін. II ст. — 27 р. до н. е.

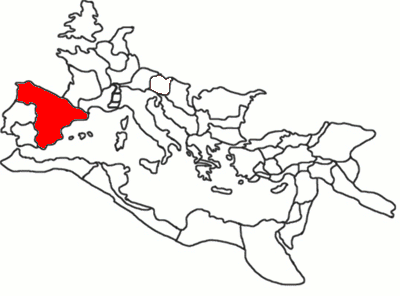
мапа 7. Римська провінція Тарраконенсіс, 17 р. до н. е. — поч. V ст. н. е.

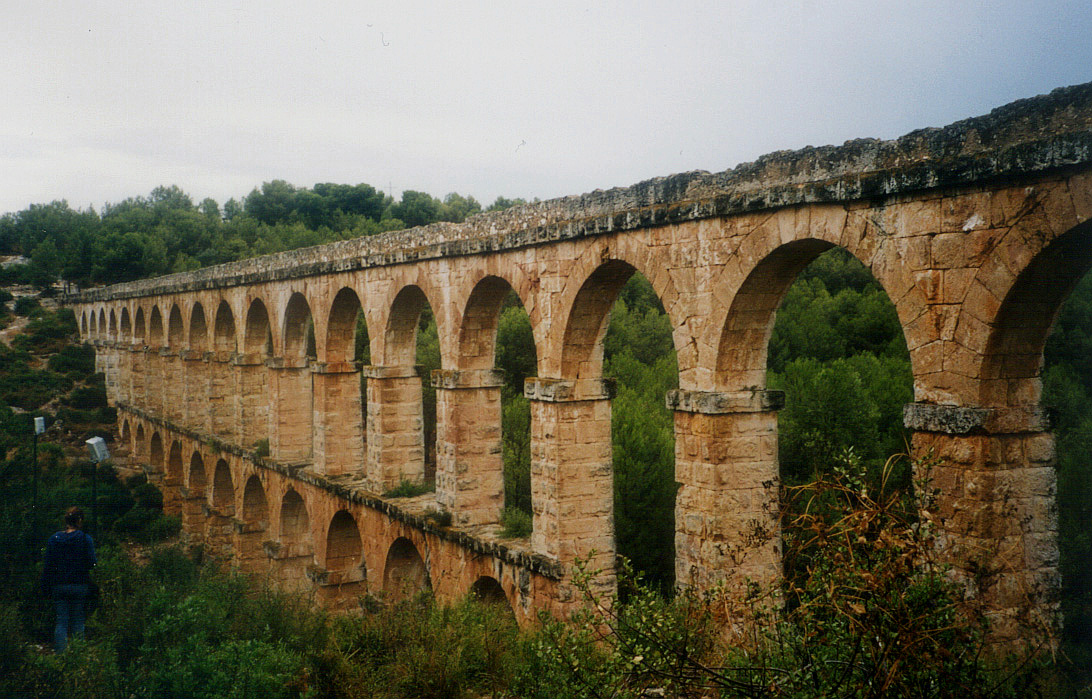
Римський акведук Фаррерас (Ferreres, також званий «Міст диявола» Pont del Diable), Таррагона, І ст. н. е.

У 269 р. до н. е. річка Ебро стала першим військовим кордоном між Карфагеном та Римом. Після захоплення м. Саґунтум, яке було спільником Рима, військами Ганнібала у 218 р. до н. е., розпочалася Друга Пунічна війна. Територія сучасної Каталонії слугувала римлянам тилом, у якому вони створили мережу міст.
Однією з двох римських провінцій, створених у 197 році, яка включала в себе територію сучасної Каталонії, стала провінція Ближня Іспанія (лат. Hispania Citerior), південніше розташовувалася провінція Далека Іспанія — див. мапу 6.
Після проголошення Августом Римської імперії, яка прийшла на зміну Республіці 13 січня 27 р. до н. е., було проведено адміністративну реформу, за якою обидві іспанські провінції перетворилися на три: Тарраконенсіс, до якої входили землі сучасної Каталонії, Лузітанія та Бетика (див. мапу 7.).
У ІІІ ст. Римська імперія через внутрішні причини переживає значну кризу, яка сильно позначилась і на римських провінціях, зокрема, розташованих на Піренейському півострові. Але саме зовнішній чинник спричинив до наступного послаблення і остаточного занепаду імперії. Навала гунів під орудою Аттіли у Центральній Європі у 2-й пол. IV ст., які дісталися навіть Галлії і загрожували Риму, призвела до вторгнення германських племен вестґотів (візіґотів) до Римської імперії. Вестготи швидко просувалися теренами ослаблої імперії, фактично не зустрічаючи опору. Відтак, у 410 р. пав Рим, а вже у 415 році — Барсіно (Барселона). Нашестя германських племен знаменувало швидкий кінець Римської імперії — у 476 р. останній імператор Західної Римської імперії Ромул ІІ Август зрікся престолу.
Римське панування, що тривало на територіях, які згодом стануть сучасною Каталонією, впродовж майже 6 століть (від II ст. до н. е. до поч. V століття н. е.), мало значний позитивний вплив на регіон, зумовивши його всебічний розвиток і було позначено низкою важливих процесів. Одним з основних чинників римського управління є романізація. Її варто розглядати як всеосяжне явище — римський вплив як на економіку каталонських земель, так і культуру, в першу чергу, мову місцевого населення. Іспанські провінції, зокрема Тарраконенсіс з осередком у Таррако (сучасна Таррагона), були одними з найбагатших у імперії, фактично її «житницею». Заслугою саме Рима є широке розповсюдження на Піренеях землеробства, зокрема, вирощування злакових і оливок, виноградарства тощо, застосування досягнень тогочасної інженерної думки у с/г — будівництво іригаційної системи і акведуків. Іншим важливим чинником стала урбанізація. Саме в римський період засновані і набули розвитку більшість значних каталонських міст — Барсіно (лат. Barcino, майбутня Барселона), Таррако (лат. Tarraco, майбутня Таррагона), Ґерунда (лат. Gerunda, майбутня Жирона) тощо. Як і повсюди, римська адміністрація в іспанських провінціях опікувалася збиранням податків та розвитком інфраструктури — будівництвом, дорогами, мостами тощо. Впровадження римських управлінських інституцій призвело до засвоєння місцевим населенням норм римського права. В культурній сфері основним наслідком римського володарювання була латинізація мешканців сьогоднішньої Каталонії (та Іберійського півострова у цілому). Римською епохою датуються також перші свідчення про християнство на каталонських землях (ІІ-ІІІ ст. н. е.). У часи занепаду імперії каталонські міста були укріплені фортецями і захисними валами, що, однак, не завадило їх швидкому завоюванню вестготами.

## Середньовіччя (V—XV століття)

### Вестготи і арабська навала (поч. V— поч. VIIст.ст.)

#### Правління вестґотів
Германські племена ґотів були відомі ще з III — IV століть н. е., коли вони здійснювали набіги на Римську імперію. Перейшовши Дунай, ґоти розділилися на вестготів (візіґотів) та остготів (остроґотів), прийняли християнство у формі аріанства, а також стали швидко романізуватися. На момент зайняття вестготами під проводом Атаульфа Іберійського півострова на початку V ст., вони являли одну з найбільш романізованих спільнот варварів.
У 418 році вестготи, які безпосередньо заселили або встановили контроль над значною частиною римських провінцій Терраконенсіс у Римській Іспанії та Нарбонна і Аквітанія у Ґаллії (землі сьогоднішньої Каталонії за тодішнім розподілом входили у Терраконенсіс і частково Нарбонну), укладають з Римом угоду (лат. foedus), згідно з якою вони мали боротися з гунами за вільне проживання на землях колишніх римських провінцій. Вестготи остаточно перемагають гунські війська у Битві при Каталаунських полях у 451 р., і у 475 р. свевський (одне з племен вестготів) король Еурік (Euric, також відомий як Евріх, Ейріх) засновує королівство зі столицею в Толозі (Tolosa, сучасна Тулуза) — див. мапу 8.. Однак після Битви при Вуйє у 507 р. між вестготами та франками, столиця королівства вестготів переноситься до Нарбонни, потому до Барселони, і зрештою до Толедо (див. мапу 9.).
Протягом наступних двох — VI і VII століть (т. зв. «Темні віки» в історії Європи) саме вестготи контролювали більшість Піренейського півострову, крім південного сходу (провінція Бетіка), де мали колонії візантійці. Держава вестготів була доволі нестійкою — вестготські королі постійно вели виснажливі війни з зовнішніми ворогами (франками, басками, свевами, візантійцями), крім того населення країни потерпало від хвороб (епідемії чуми, з яких найбільші — пандемія Юстиніанова чума за часів правління Юстиніана I у 540-і рр., чума за короля Егіки 693—694 рр.); всередині країни організовувалися постійні кампанії гонінь на євреїв, а саме́ королівство вестготів було значною мірою децентралізованим утворенням, окремі частки якого намагалися отримати самостійність.
Так, саме в цей час, за правління вестготів, відбулося перше, документально зафіксоване повстання на території сучасної Каталонії з метою її державного виокремлення — повстання герцога Паулюса у 672 р. Цього року у Нарбонні він проголосив себе королем, взявши ім'я Флавіус Паулюс. Нового короля підтримала шляхта провінцій Септиманія та сходу провінції Тарраконенсіс (тобто сучасної Каталонії, включно з Північною). Проте вже у наступному 673 р. владу на території, що намагалася відокремитися від королівства вестготів, повернув законний король Вамба (роки правління — 672—680). У Паулюса конфіскували всі маєтності (про страту або інші репресії відомості не збереглися).
Панування вестготів мало значні позитивні результати: тривала романізація готів, як мовна, так і культурна. Одним з основних чинників розвитку вестготських королівств стала остаточна католізація Іберії в 587 році — надалі єпископи на Піренейському п-ві провадитимуть незалежну політику, нерідко виявляючи непокору Ватикану. Значну роль візіготські правителі відводили освіті й організації системи навчання. В галузі права за правління короля Еуріки було створено юридичний кодекс (т. зв. кодекс Еуріки лат. Liber ludicum), що поєднував у собі римське право зі звичаєвим правом ґотів — його використовиватимуть як джерело права і в пізніші епохи; ґотською спадщиною є також сучасні каталанські імена, зокрема Алфред, Арнау, чимало військових термінів, а також такі слова каталанської мови, як мадýшя («суниця», кат. maduixa), бру («брунатний», кат. bru); ґотське походження мають і деякі каталонські топоніми — Желтрý (кат. Geltrú), Арéнь (кат. Areny) тощо.

#### Кінець держави вестготів і завоювання Піренейського півострову арабами

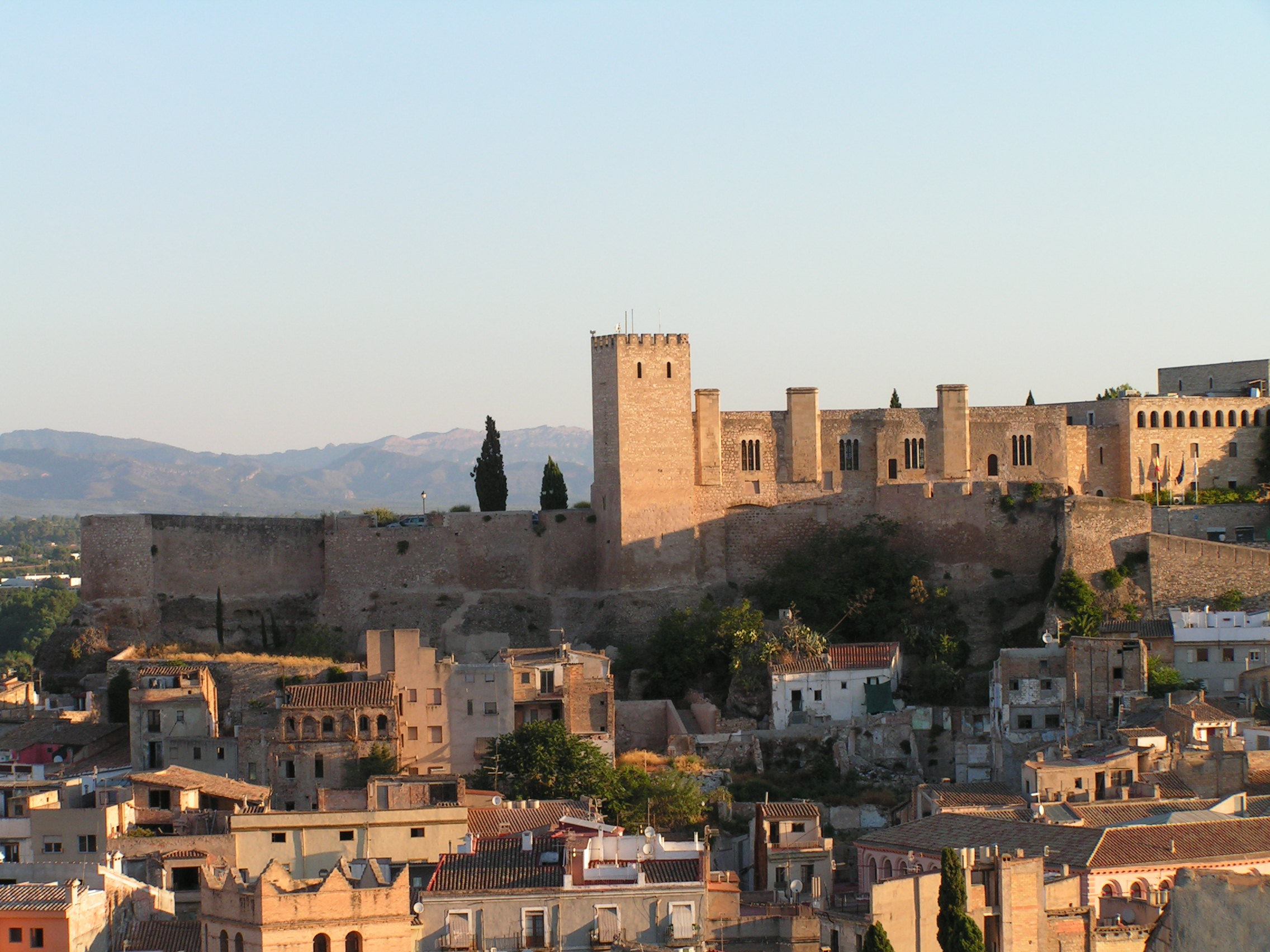
Маврські мури фортеці в місті Туртоза у провінції Таррагона

Ще з середини VII ст. значно підсилюється Дамаскський (або Омеядський — за назвою правлячої династії) халіфат, чия експансія на захід спочатку охопила Магриб, а на початку VIII ст. арабо-берберські завойовники почали загарбання Піренейського півострову.
Цьому значною мірою посприяло внутрішнє і зовнішнє становище Вестготського королівства. Так, у 710 р. помер вестготський король Вітіца і новим королем було обрано Родеріха, герцога Бетіки. Сини Вітіци, яких підтримував Акіла ІІ, володар північного сходу вестготської держави, відбувають до Сеути, керованої графом Олбаном і на той час уже підвладної Мусі ібн Нусайру, еміру Північної Африки (офіційний титул — валі регіону Іфрікія). Сини Вітіци просять мусульман надати допомогу в боротьбі з Родеріхом для здобуття престолу. В той час, коли Родеріх оточив місто Памплону і боровся проти повсталих басків, араби на чолі з Таріком ібн Зіядом за сприяння графа Олбана переправляються через Гібралтарську протоку.
19 липня 711 р. між вестготами-християнами та арабами-мусульманами відбулася Битва над Ґвадалете, яка знаменувала собою вторгнення мусульман до Європи. Після цього арабські війська швидко просуваються вглиб Іберійського півострова і невдовзі захоплюють столицю вестготського королівства — Толедо (див. мапу 10.).
Навесні 713 р. Абд-аль-Азіз ібн Мусса, син Мусси ібн Нусайра, володар Кайруана, прийняв капітуляцію Теодоміра, за яким той визнавав зверхність мусульман. Адміністративна територія з центром у місті Уріóла (Оріуела, кат. Oriola, ісп. Orihuela), підпорядкована вестготському правителю Теодоміру (кат. Cora de Todmir) включала й південні райони сучасної Автономної області Валенсія разом з містом Валенсією. Загалом територія Каталонії була захоплена арабо-берберськими загарбниками в 720 р.
Останнім вестготським правителем (після Акіли ІІ) був король Ардо, який правив лише в Септиманії (південна Франція) до 720—721 р.р., а Муса ібн Нусайр став першим правителем мусульманської держави (спочатку провінції) Аль-Андалус (Андалуський халіфат), яка під різними назвами, в різних кордонах і статусах існувала на Піренеях до 1492 р.

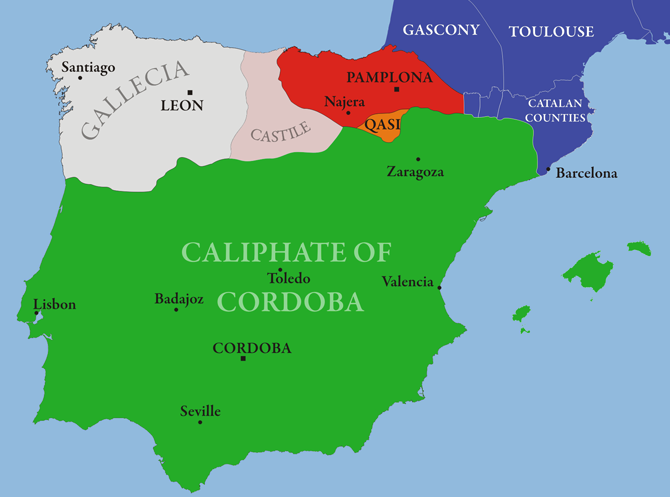
мапа 11. Кордовський халіфат, бл. 1000 р.

Так, з поваленням династії Омейдів Аббасидами 750 року, з усіх її представників вцілів лише онук халіфа Хішам Абд ар-Рахман, який уникнувши страти, втік до Аль-Андалусу, де, 756 року заручившись підтримкою місцевої влади, прибрав титулу еміра, що означало відділення Аль-Андалусу від Аббасидського халіфату і створення незалежного Кордовського емірату (з 929 р. — халіфату), який найбільшого розквіту досяг за правління аль Мансура (бл. 938—1002) — див. мапу 11.. У 1031 р. внаслідок внутрішніх протиріч ця держава подрібнюється на численні мусульманські королівства, т. зв. тайфи (див. мапу 12.).
Майже одночасно з арабо-берберськими завоюваннями розпочинається Реконкіста — боротьба за визволення Піренеїв від мусульман. Якщо значна частина Іспанії тривалий час перебували під правлінням мусульман (напр. Гранада до 1492 р.), то каталонські землі в ході Реконкісти переважно були звільнені вже до кінця VIII ст., хоча деякі території т. зв. Каталанських країн (Валенсія та середземноморські острови), а також безпосередньо Каталонії сучасної, зокрема, більша частина провінції Таррагони, залишались під владою мусульман. Звільнення Таррагони було здійснено лише у сер. ХІІ ст., що позначилось як на культурі місцевого населення, так і зовнішньому вигляді таррагонських міст.

### Боротьба з арабськими загарбниками, унезалежнення Каталонії (988р.) і союз з Арагоном (1137р.) (VIII—XIIст.)

мапа 13. Графства Іспанської Марки, поч. ІХ ст.

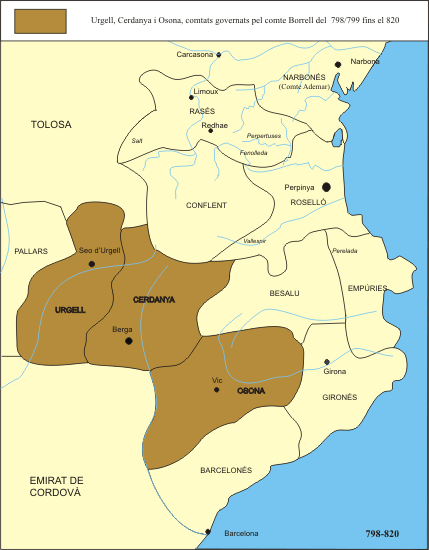
мапа 14. Володіння Буреля Узонського, графа Уржеля та Сарданьї у 798-820 р.р. та графа Узони у 799-820 р.р.

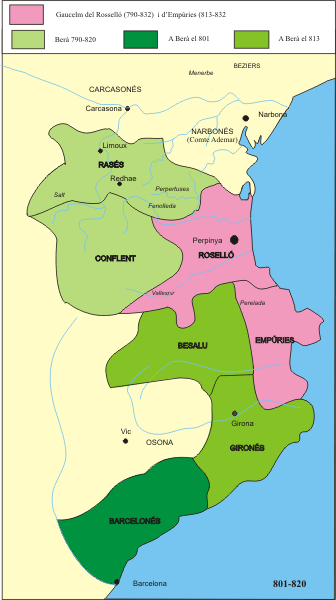
мапа 15. Володіння Бери, графа Барселони і маркіза Готії (801-820 р.р.), графа Жирони і Базалу (812-820 р.р.) та графа Розаса і Кунфлену (790-820 р.р.)

#### Боротьба з мусульманами та утворення Іспанської Марки
Завоювавши практично весь Іберійський півострів, мусульмани вторглися у володіння Франкського королівства, де вони були зупинені у 732 р. у битві під Пуатьє Карлом Мартелем. Між 752 та 760 рр. їх було вигнано з Септиманії (південь Ланґедоку) військом Піпіна Короткого.
Зі зростанням ваги франкської династії Каролінґів франки починають витісняти мусульман вже на південь від Піренеїв, зокрема, Карл Великий у 778 р. проводить відому експедицію, під час якої він, щоправда, не спромігся заволодіти Сарагосою і втратив свій загін у Ронсевальській ущелині. Франки також не змогли втримати Памплону та зазнали поразки під Уескою.
Однак на території сучасної Каталонії, як і вздовж усіх Піренеїв, франки отримують суттєві перемоги, відвойовуючи одну за одною території і роздаючи їх васалам. Цю нову франкську територію було поділено на окремі графства, формально незалежні політичні одиниці, які перебували у сфері впливу Франкського королівства, — усі разом вони отримали назву Іспанська марка (див. мапу 13.).

#### Каталонські графства Іспанської Марки
Першим графством Іспанської Марки на каталонських землях став Русільйон, відвойований бл. 760 р. У 785 р. створено Жиронське графство і графство Базалý. У 798 р. звільнені і створені графства Сарданья (або Серданья, кат. Cerdanya) та Уржель (або Урхель, кат. Urgell), у наступному (799 р.) — Узона (або Осона, кат. Osona). До 820 р. всі ці три графства (Сарданья, Уржель та Узона), що являють значну частину сучасних каталонських провінцій Льєйда та Барселона, перебувала під управлінням Буреля Узонського (кат. Borrell d'Osona, ? — 820 р.р.) — див. мапу 14..
Див. також Барселонське графство.
У 801 р. граф Тулузи Ґійом Желонський захоплює Барселону, що вважається датою створення Барселонського графства (801—1154 рр.), яке виділялось з-поміж сусідніх квазідержав намаганнями проводити сильну самостійну і централізаторську політику вже з часу правління першого графа Барселони Бери́ (кат. Berà, роки правління 801—820), якому до 820 р. вдалося об'єднати під своїм керівництвом графства Барселону, Кунфлен, Жирону та Базалу (див. мапу 15.).
Саме від часу початків Барселонського графства як геральдична емблема каталонських земель закріплюється саньє́ра (кат. senyera досл. «сигнальний прапор»), яку потім успадкують всі наступники каталонських графств, включаючи Арагоно-каталонське королівство, і яка стане національним символом як Каталонії, в тому числі Північної, так і каталанських країн. Без жодних змін саньєра прийнята як офіційний прапор Каталонії і є основою її герба.

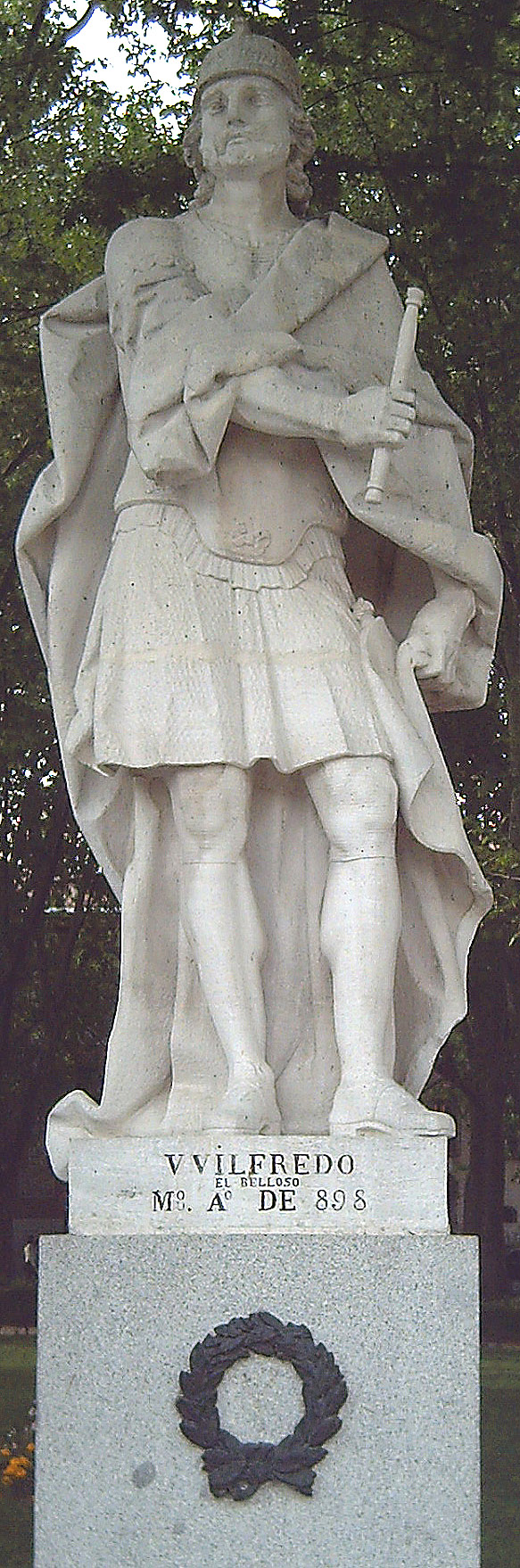
Статуя графа Вільфреда, Мадрид, 1750—53 р.р.

У 806 р. граф Тулузький перебирає на себе контроль піренейських долин Паляс (у сучасній Каталонії) та Рібагорса (сучасна Франжа-да-Пунен). Людовік не може втримати Таррагону, яка була південніше, а у 809 р. не вдається закріпитися і в місті Туртоза. З цього моменту кордони Іспанської Марки каролінгської імперії на двісті років встановлюються по ріці Любрагат (кат. Llobregat), трохи південніше Барселони.

#### Об'єднання каталонських земель за часів графа Вільфреда (кін. ІХ ст.)
Наприкінці ІХ ст. знову вчинено спробу об'єднати розрізнені каталонські графства. Король з династії Каролінґів Карл Лисий призначив Вільфреда на прізвисько «Волохатий», сина колишнього графа Барселони Суніфреда І, графом Сарданьї та Уржеля (870 р.). Після смерті Карла Лисого (877 р.) Вільфред стає графом Барселони та Жирони (878 р.). Таким чином значна частина сучасної території Каталонії опинилася під владою однієї особи. Після його смерті каталанські землі знову було поділено між різними графствами.

#### Х— поч. ХІІ ст.— розвиток каталонських земель, незалежність Каталонії (987—988рр.), економічне та культурне піднесення
Упродовж X ст. каталонські графства стають дедалі незалежнішими від влади каролінзької династії, що унаочнилося 987 року, коли граф Боррель II (*927 — †992) не заприсягнувся на вірність Гуґо Капету, першому монархові з династії Капетинґів.
985 року, під час останньої завойовницької війни, маври на чолі з Аль-Мансуром доходять до Барселони. Однак 988 року напівзруйноване місто без допомоги франків знову стає вільним, і саме граф Боррель II проголошує незалежними свої території, включно з Барселоною, як від маврів, так і від франків. Цей рік вважається роком народження Каталонії.
Саме у цей час, коли каталонські графства ставали щораз незалежнішими, населення території вперше після мусульманського вторгнення почало зростати. Протягом IX — X століть Каталонія дедалі більше ставала суспільством алодів (від кат. alou), дрібних селянських родинних фермерських господарств, які виробляли трохи більше сільськогосподарської продукції, ніж потрібно було для проживання. Такі господарства не мали феодальної повинності.
XI ст. характеризувалося розвитком феодального суспільства: раніше незалежні селянські господарства ставали васалами місцевої аристократії. У середині XI ст. розпочалася справжня класова війна, де феодали у боротьбі проти селян почали використовувати нову військову силу — добре озброєних кінних найманців. Наприкінці сторіччя більшість алодів вже були у васальній залежності.

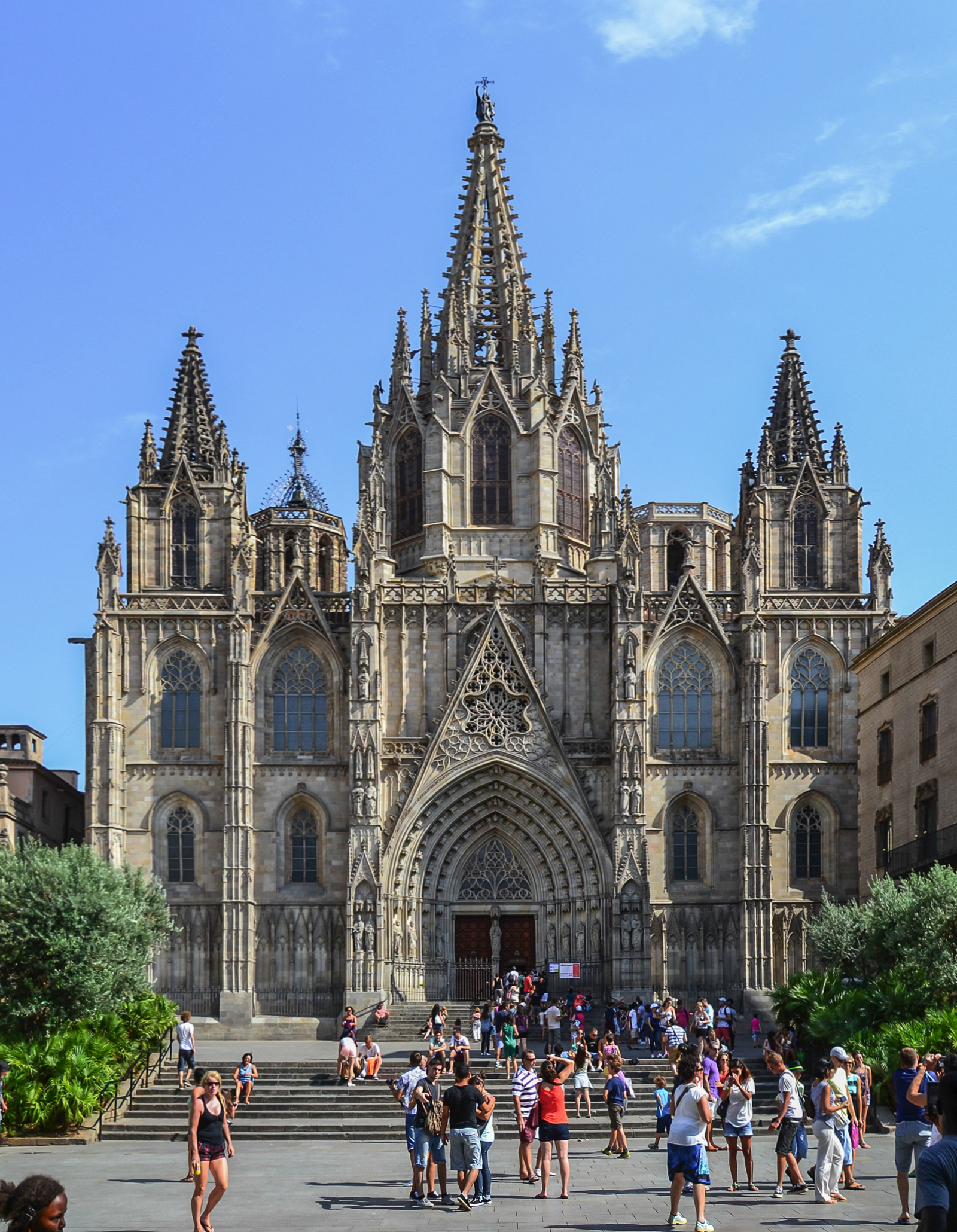
Фасад Собору Св. Аулалії, закладеного Рамоном-Беренґером І Старим, графом Барселони

Цей процес збігся в часі з послабленням графської влади та з продовженням поділу Іспанської марки на дедалі дрібніші графства, які поступово ставали єдиною феодальною державою, заснованою на складній системі підпорядкування васала своєму феодалові. Від часу вивищення Рамона Баранґе І Старого (кат. Ramon Berenguer I el Vell) над іншими каталонськими графами, саме барселонські графи стали асоціюватися з найвищою владою у Каталонії — саме вони зв'язували системою васальної залежності всі інші каталонські території.
Рамон Баранґе І Старий відомий тим, що у постійній боротьбі з арабами розширив свої володіння до м. Барбастра в Арагоні, ввів великі податки на мусульманські поселення на Іберійському півострові, що призвело до першого відомого періоду економічного процвітання у Каталонії, вперше підкорив території на північ від сучасної Північної Каталонії (тобто французького департаменту Східні Піренеї), а саме Разéс та Каркассону у сучасному департаменті Од у Франції (територія історичної Окситанії). Він також упорядкував каталонське феодальне право у кодексі «Узáджас да Барсалóна» (кат. Usatges de Barcelona), що стало першим документом такого роду в усій Західній Європі, а також вперше на території Каталонії (і вперше в усій Західній Європі) у 1027 році змусив місцевих феодалів обмежувати свої міжусобні війни системою так званого «Миру Божого» (лат. Pax et Treuga Dei). Він також є засновником Собору св. Аулалії, головного католицького собору Барселони, де його й було поховано разом з його третьою дружиною.
Слово Каталонія вперше задокументовано на початку XII ст. у присязі латинською мовою барселонському графові Рамону-Беренґеру III, де його названо catalanicus heroes, rector catalanicus та dux catalanensis. У цьому документі також знаходимо слово Catalania. Цікаво те, що населення Каталонії catalanenses (тобто «каталонці») протиставляється Goths — ґотам, місцем проживання яких вказано сучасну Південну Францію.
Див. також: Етимологія топоніму «Каталонія»

### Арагонське королівство: каталонсько-арагонська федерація (1137—1469)
Основна стаття: Арагонське королівство

#### Рамон Баранґе IV та укладення союзу з Арагоном

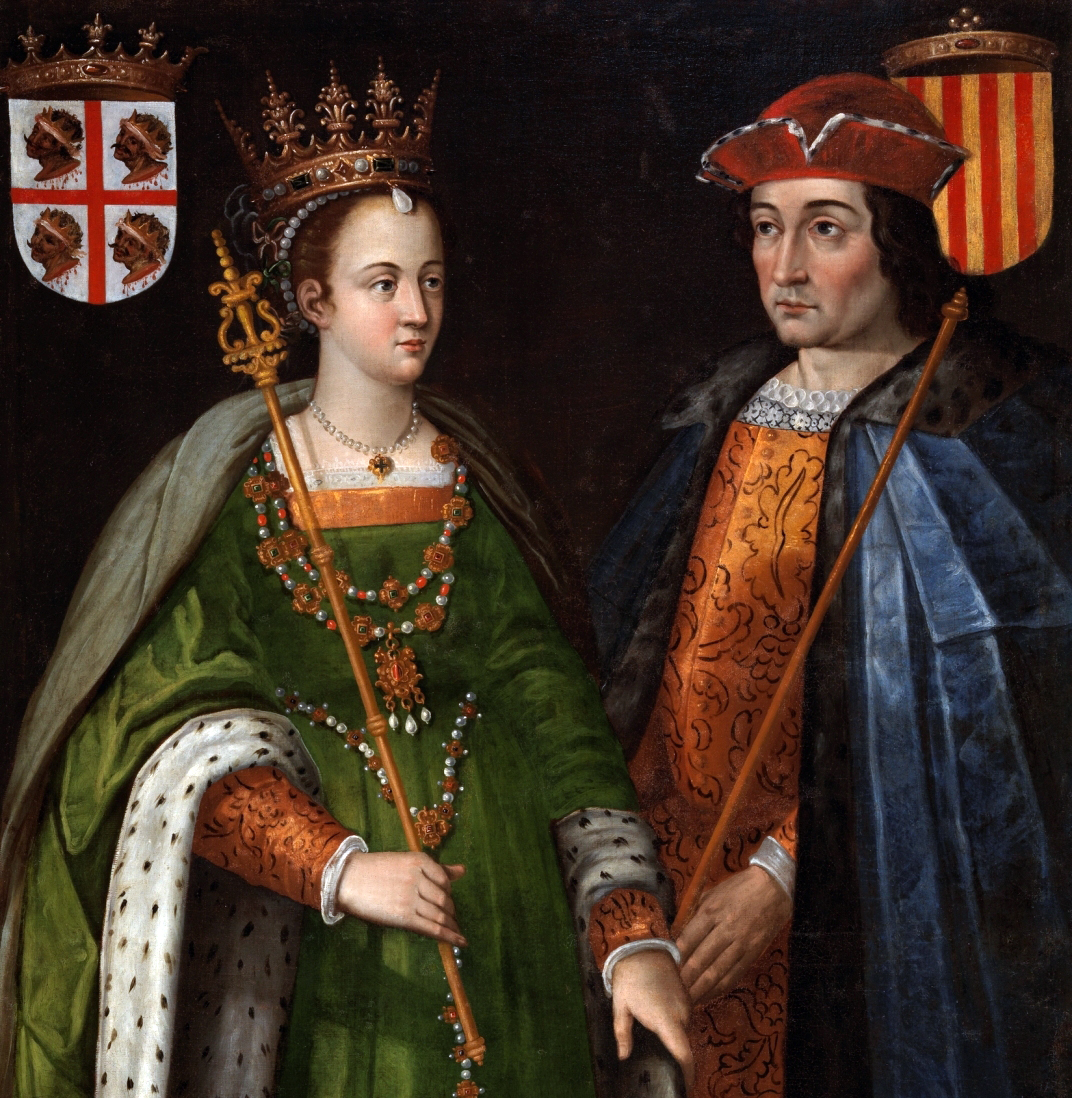
Петроніла Арагонська і Рамон Баранґе IV

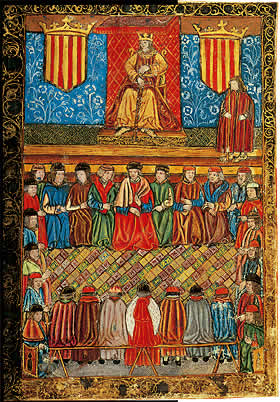
Кортс каталанас — каталонський парламент, мініатюра сер. XV ст.

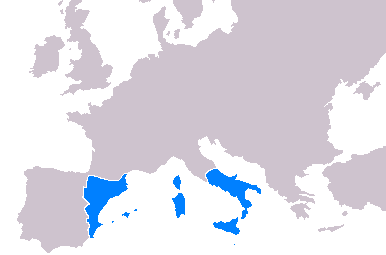
мапа 16. Найбільше поширення Арагонського королівства у 1443 р.

До середини XII ст. графи Барселони намагалися розширити свій домен як на південь, так і на захід і північ. До території, підпорядкованої Барселоні, було приєднано графство Базалу, частину графства Ампуріас, усе графство Сарданья, і на деякий час навіть Прованс. Каталонська церква стає незалежною від нарбонської єпархії, 1118 року її центром знову стає місто Таррагона.
За часів володарювання Рамона Баранґе IV (1131—1162) відбувається кілька важливих для майбутнього Каталонії подій: шлюб з Петронілою Арагонською 1137 року, що започаткував союз барселонського графства з Арагонським королівством. — цей союз вже у XIV ст. буде підтверджено Педром IV Арагонським Церемонним. Рамон Баранґе IV використовував саме слово «Арагон» для позначення свого титулу, оскільки бути арагонським королем було престижніше, ніж барселонським графом. Саме тому з 1150 року барселонська графська лінія офіційно перестає існувати. Син графа вже називався королем Арагону, а не Каталонії. Незважаючи на це, Каталонія та Арагон зберігали всі свої традиційні права. Зокрема, в Каталонії продовжував функціонувати один з перших парламентів у Європі — Кортс каталанас. Вперше як представницький орган дворянства, духівництва та містян він зібрався 1289 року. Каталонський парламент було визнано офіційним органом у 1359.
Окрім цього, за правління Рамона Баранґе IV було завойовано Льєйду (Леріду) та Туртозу, тобто завершилося об'єднання всієї території, яка охоплює сучасну Каталонію (без Валенсії та Балеарських островів). Ця територія включала землі на південь від історичної «Іспанської марки», які стали відомими як Нова Каталонія. Каталонці заселили ці нові землі до кінця XII ст.

#### Арагонське королівство (Корона Арагону)
Протягом кількох наступних сторіч Каталонія стає одним з найголовніших регіонів у Європі, великою морською імперією, володіння якої знаходилися головним чином у Західному Середземномор'ї, включаючи захоплену Валенсію, Балеарські острови, Сардинію, а також Сицилію, якою арагонські королі керували завдяки династичному союзу.
Наприкінці XII ст. з Кастильським королівством було укладено кілька угод: ці угоди ділили між обома державами мусульманські землі, які було вирішено повернути у християнський світ (Реконкіста). Окрім того Арагонським королівством провадилася політика зміцнення своєї влади у Провансі, однак 1213 року короля Петра II Арагонського Католика було вбито у битві при Муреті, і цей «політичний проект» було забуто. Його наступник Хайме І Арагонський 1227 року завершив об'єднання свого успадкованого королівства та розпочав нові завоювання. Протягом наступних 25 років саме він завоював Мальорку та Валенсію.

#### Утворення королівств Валенсії та Мальорки
Валенсія стала новою державою, третім королівством, пов'язаним з Короною Арагону (або, як її тепер називає дехто з істориків, Каталонсько-арагонською імперією), зі своїм власним судом і новою юридичною системою (кат. furs, фус, тобто закони для щойно створеного королівства). З іншого боку, Мальорка разом з графствами Сарданьєю та Русільйоном, а також місто Монпельє утворили окреме Майорканське королівство, яке перейшло у спадок сину Хайме І Арагонського Хайме ІІ Майорканському. Цим поділом розпочався період боротьби, який було закінчено анексією Мальоркського королівства Короною Арагону (Арагонським королівством) у 1344 р. Педром IV Церемонним (кат. Pere IV d'Aragó el Cerimoniós, араг. Pietro IV d'Aragón lo Zeremonioso).

#### Арагоно-каталонське королівство у XIV—XVст.ст.
Наприкінці XIII ст. — на початку XIV ст.ст. у Каталонії настав час благополуччя: населення збільшувалося, каталонська культура і каталанська мова поширилася на острови Західного Середземномор'я. Під час царювання Педро III Арагонського Великого (кат. Pere III d'Aragó el Gran, араг. Pietro III d'Aragón lo Gran) було завойовано Сицилію і успішно відбито французьких хрестоносців. Його син і наступник Альфонс Щирий завоював Мінорку, а другий син Петра ІІІ Яків II, який спочатку став володарем Сицилії, а потому, після свого старшого брата, став королем Арагону, завоював Сардинію. Саме за Якова ІІ Справедливого (кат. Jaume II d'Aragó el Just) Каталонія досягла піку розвитку у Середньовіччі (див. мапу 16.).
Однак у другій половині XIV ст. сталося кілька подій, які мали важливе значення для історії Каталонії: низка природних катастроф, пандемія чуми Чорна смерть, демографічна криза, застій та занепад каталонської економіки та зростання соціального напруження. Царювання Петра IV Церемонного стало періодом воєн: було анексовано Мальорку, придушено повстання у Сардинії, сталося повстання арагонських уніоністів (рух в Арагоні, який виступав за збільшення прав місцевої громади у досить централізованому Арагонському королівстві) і, що найголовніше, розпочалася війна з Кастилією. Окрім складної фінансової ситуації, ці події спровокували й кризу престолонаступництва, оскільки після смерті Мартина І Гуманного у 1410 р. наступника не залишилося. За два роки було вирішено, що королем стане Фердинанд Антекера з кастильської династії Трастáмара, після коронації названий Фернандо І Арагонським (кат. Ferran I d'Aragó el d'Antequera, ісп. Fernando I de Antequera, араг. Ferrando І d'Antequera).
Наступник Фердинанда, Альфонсо V Великодушний (кат. Alfons V el Magnànim, ісп. Alfonso V el Magnánimo, араг. Alifonso V lo Magnanimo), знову вирішив розширити межі свого королівства за рахунок Неаполітанського королівства, яке він остаточно підпорядкував у 1443 р. У той самий час, проте, він погіршив соціальну ситуацію в Каталонії, як у сільській місцевості, так і в містах. Результатом цих процесів у 1462 р. стали селянські повстання проти тиску аристократії, що, зрештою, призвело до десятирічної громадянської війни, яка виснажила країну. Під час повстань у 1493 р. Франція формально анексувала графства Русільйон та Сарданью. Однак Фердинанд II Арагонський Католик (кат. Ferran II d'Aragó el Catòlic, ісп. Fernando II de Aragón el Católico, араг. Ferrando II d'Aragón lo Catolico) зрештою у 1486 р. вирішив основні проблеми повсталих селян, реформував каталонські органи управління, без війни повернув північні каталонські графства, а також зробив інтенсивнішою свою італійську політику.

## Каталонія в Новий час (1469р.— кін. XVIIIст.)

### Каталонські землі у другій половині XV—XVI століттях

#### Союз Арагонського і Кастильського королівств

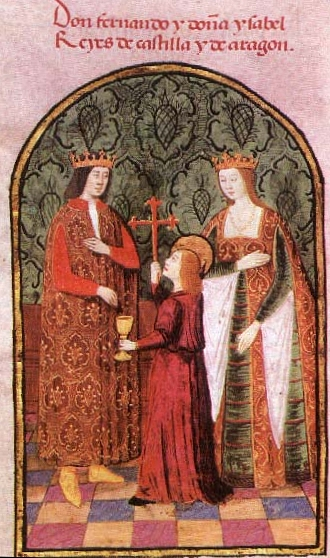
Фердинанд Арагонський та Ізабелла Кастильська

У 1469 р. король Арагону Фердинанд одружується з Ізабеллою Кастильською, таким чином створюється династичний союз Арагону і Кастилії. Внаслідок селянських повстань 1462—1472 та 1484—1486 рр. король Фердинанд своїм наказом відмінив у Каталонії феодальну залежність селян. У 1516 р. обидва королівства було формально об'єднано в єдиному Королівстві Іспанія, але кожне колишнє королівство зберігало власні політичні установи, судочинство, закони, а також провадило випуск власних грошей.
Відкриття Америки Христофором Колумбом під час експедиції, яку було споряджено на іспанські гроші, призвело до зміни центру європейської економіки з Середземномор'я до Атлантики. Це відчутно зменшило економічну та політичну важливість Каталонії. Кастилія й Арагон були окремими державами до 1716 р. Варто особливо відзначити, Цікаво те, що американські колонії були саме кастильськими, до 1778 р. м. Севілья було єдиним портом з дозволом торгувати з Америкою, отже Каталонія не змогла використати колонізацію Америки для свого економічного розвитку.

#### Каталонія у XVI столітті
У XVI ст. населення Каталонії знову зросло, поліпшилася також економічна ситуація. Правління Карла V, імператора Священної Римської Імперії, як Карла І, короля Іспанії, стало тим періодом спокою, коли Каталонія прихильно сприйняла новий політичний устрій Іспанії, попри поступову власну маргіналізацію. Оскільки економічний центр Іспанії, як морської держави, перемістився з Середземного Моря до Атлантики, Королівство Валенсія стала найголовнішою (з економічної точки зору) частиною колишнього Арагонського королівства, тобто конфедерації Арагону, Каталонії, Валенсії та Балеарських островів.
Правління іспанського короля Філіпа II ознаменувало початок поступового занепаду каталонської економіки, культури та каталанської мови. Серед найнегативніших процесів того періоду було збільшення піратських нападів на узбережжі Каталонії та бандитизму на суходолі.

### Наступ на автономні права Каталонії— від «Війни женців» (1640—1652р.р.) до скасування автономії (1714р.)

#### «Війна женців» (1640—1652р.р.)

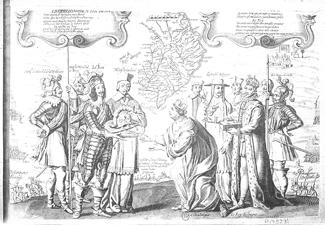
Алегоричний малюнок приєднання земель Північної Каталонії до Франції, гравюра XVIII ст.

Війна Женців (1640—1652) розпочалася як повстання селян в Барселоні. Конфлікти між Каталонією і монархією вже не раз виникали у часи Філіпа II. Виснаживши економічні ресурси Кастилії, Філіп хотів скористатися багатствами Каталонії, однак каталонські урядові установи та привілеї було добре захищено умовами союзу Арагонського та Кастильського королівств, про що дбала каталонська аристократія. Після зайняття іспанського трону Філіпом IV у 1621 р., коронний граф Оліварський спробував підкріпити честолюбну зовнішню політику Іспанії, оподатковувавши іберійські королівства, що означало послаблення засадних принципів федерації і посилення централізму. Опір Каталонії був особливо сильним, оскільки від такої централізації для каталонців не було жодної можливої вигоди.
У 1630-х роках, через 30-річну війну з Францією, у Русільйоні було розміщено особливо великий іспанський військовий контингент. Місцевим селянам було наказано годувати солдатів та надавати їм житло. 7 червня 1640 р. розпочалося повстання, відоме, як Корпус крові (кат. Corpus de Sang): одночасно постраждало багато королівських чиновників різного етнічного походження, не лише кастильців. Жанаралітат (уряд) Каталонії перенаправив по суті селянське повстання у інше русло — проти домінування кастильців та за Незалежність Каталонії (саме як національно-визвольне воно трактується також автономістськими каталонськими істориками).
Президент Жанаралітату Пау Кларіс (кат. Pau Claris), проголосив Каталонську Республіку під протекторатом Людовика XIII, короля Франції. Це дозволило французьким військам зайняти нові позиції на території Іберійського півострова, ближче до його центральної частини. Республіку було проголошено 10 вересня 1640 р., прохання про протекторат було направлене Людовікові XIII 23 січня 1641 р., відповідь від короля Франції прийшла 30 грудня 1641 року, отже Каталонія була de facto незалежною 15 місяців.
У 1652 р. Каталонію знову зайняли іспанські війська. Війна з Францією тривала до 1659 р., коли відповідно до Піренейського мирного договору до Франції відійшли каталонські райони (кумарки) Русільйон, Кунфлен, Баляспі, Капсі, а також північну частину Сарданьї. До сьогоднішнього дня ця територія знаходиться у складі Французької республіки і адміністративно входить до департаменту Східні Піренеї.

#### Війна за іспанську спадщину (1705—1714р.р.)

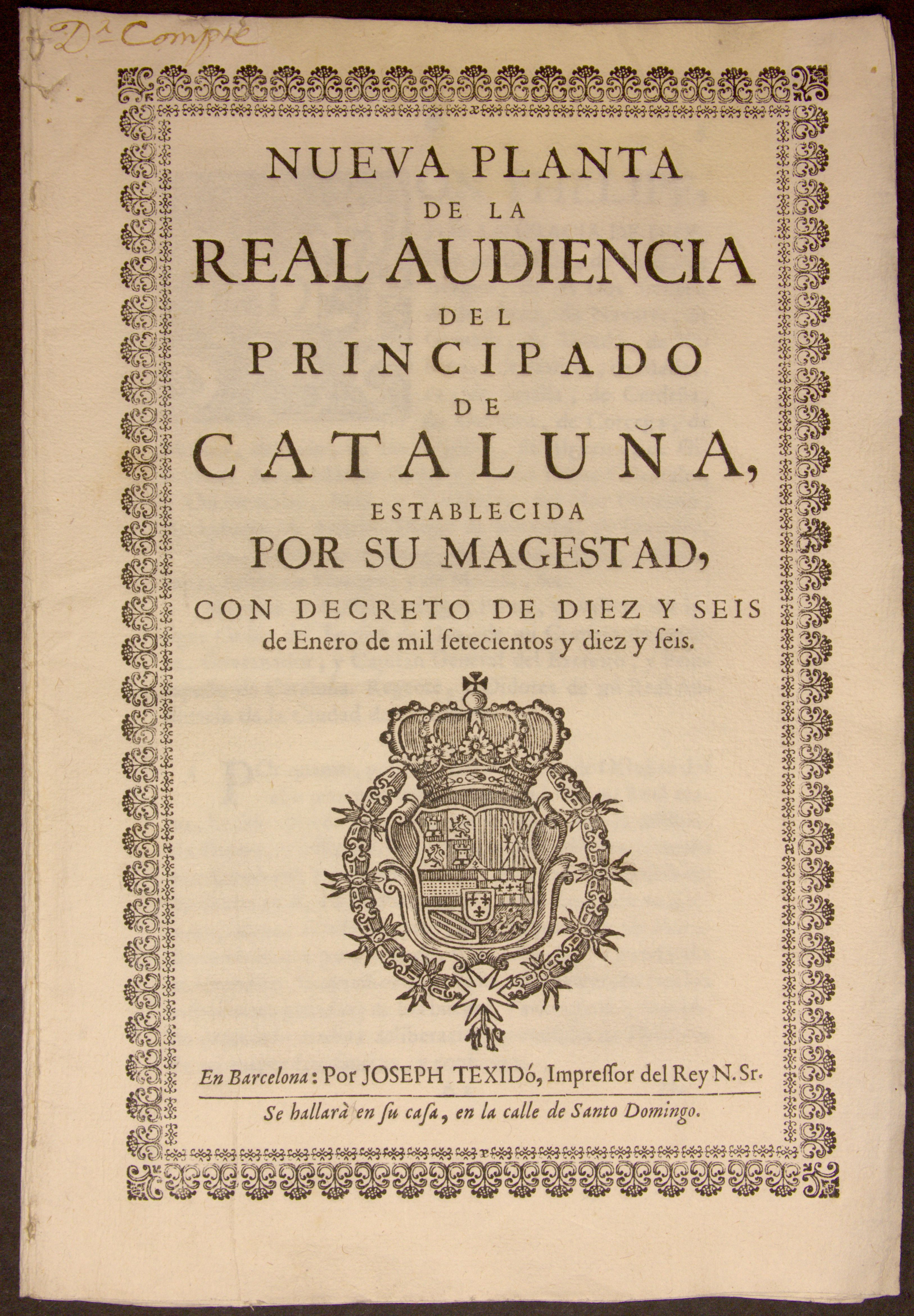
Декрети Нуева Планта, 1705—1716 р.р.

Війна за іспанську спадщину (1705—1714 р.р.) призвела до скасування каталонської автономії та привілеїв. У подальшому правителі Іспанії намагалися зруйнувати національну ідентичність каталонців. Протягом наступних двох з половиною сторіч каталанська мова заборонялася, сфера її розповсюдження істотно обмежувалася.
Наприкінці XVII ст., незважаючи на постійні конфлікти з Францією, каталонська економіка почала підніматися, і не тільки навколо Барселони, але й уздовж каталонського узбережжя і навіть у деяких віддалених від моря областях. Проте після смерті бездітного Карла II у 1700 р., корона Іспанії відійшла до Філіпа V Бурбонського. Союз Англії, Сполучених Провінцій (майбутніх Нідерландів) і Австрії надав військову підтримку конкуруючому претендентові на корону, великому герцогу Карлу VI. Каталонія спочатку прийняла Філіпа V, але не на довго. У 1705 р. великий герцог увійшов до Барселони, яка визнала його як короля у 1706 р.
Війна 1705—1714 р.р., яка розпочалася після цього, була справжнім лихом для Каталонії та усіх інших земель колишнього Арагонського королівства. У 1710 р. політико-адміністративні структури Валенсії та Арагону були знищені, їхні привілеї відмінені. Останній період війни та Утрехтський договір (1713—1714 р.р.) ознаменувалися взяттям Барселони. Саме Битва при Барселоні, яка сталася 11 вересня 1714 року була вирішальною битвою Війни за іспанську спадщину, для каталонців же вона стала національною поразкою, втім саме цей день у теперішній час є каталонським національним Днем.
Після падіння Барселони у покарання за підтримку, в тому числі військову, каталонською шляхтою великого герцога Карла в його прагненні здобути трон Іспанського королівства, фактичний переможець битви і війни тепер уже король Іспанії Філіп V (до того герцог Анжуйський) повністю демонтував систему каталонського самоврядування, а у 1716 р. Декретами Нуева Планта було скасовано каталонську конституцію, запроваджено новий територіально-адміністративний устрій, закрито каталонські університети і заборонено використання каталанської мови у діловодстві. За півсторіччя каталанську мову також буде заборонено викладати навіть у початкових і середніх школах.

#### Економічне становище Каталонії у XVIIIст.
Не зважаючи на складну внутрішню ситуацію, економіка Каталонії значно зросла протягом XVIII ст. Населення, сільськогосподарське виробництво, торгівля зростають (особливо завдяки збільшенню торгівлі з американськими колоніями — після 1778 р. Каталонії, як невіддільній уже частині Іспанії, дозволено торгувати з іспанськими колоніями в Америці). З вироблення бавовняних та інших тканин розпочалася індустріалізація, з'явився прошарок людей—власників підприємств і, відповідно, людей, зайнятих виключно на виробництві.

## Каталонія в новітні часи (кін. XVIII—XIXст.ст.)

### Наполеонівські і карлістські війни

#### Наполеонівські війни

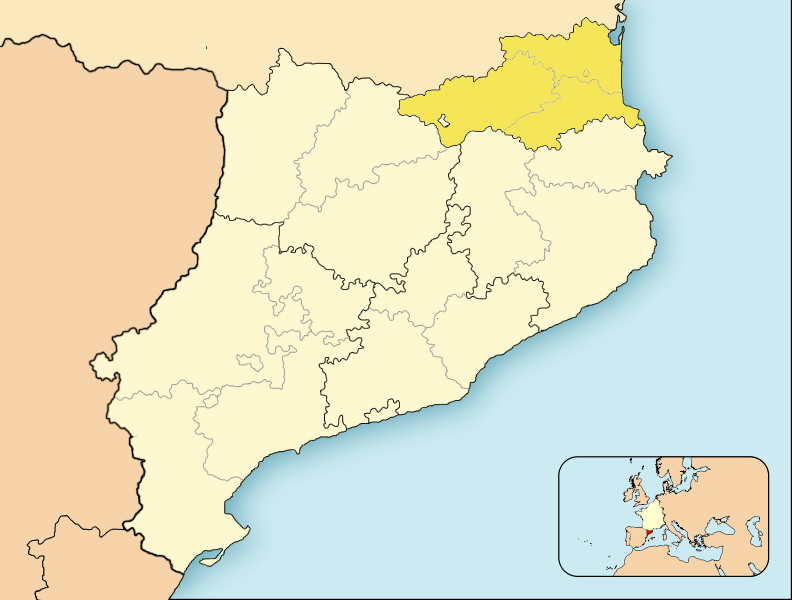
Каталонія у 1812—1814 р.р. у складі Франції, жовтим кольором позначено Північну Каталонію

У 1790-х роках виник новий конфлікт, обумовлений Французькою революцією та французькими революційними війнами. У 1808 р. під час наполеонівських воєн, Каталонію зайняли солдати генерала Ґійома Філібера Дюема (фр. Guillaume Philibert Duhesme). Іспанська армія розсіялася, але народний опір проти французької окупації швидко набрав силу у Каталонії, як і в інших частинах Іспанії, зрештою перетворився на іспанській війну за незалежність. Яскравою сторінкою цієї війни була боротьба мешканців м. Жирони, яке оточила французька армія і яке захищалося під керівництвом генерала і військового губернатора Маріано Альвареса де Кастро . Французи остаточно підкорили місто 10 грудня 1809 р. після того, як багато людей померло від голоду, епідемій і холоду. Альварес де Кастро помер у в'язниці за місяць.
Між 1812 і 1814 р.р., Каталонію було анексовано Францією, а на її території було створено чотири (пізніше два) департаменти.
Див. також: Департамент Монсаррат, Департамент Те, Департамент Сеґра, Департамент Устя Ебри
Французький домініон у Каталонії існував до 1814 р., коли британський генерал А.Веллінґтон підписав перемир'я, за умовами якого французи залишили Барселону та інші свої опорні пункти, що до того часу все ще лишалися під контролем Франції.

#### Карлістські війни
За правління Фернандо VII (1808—1833 р.р.) у Каталонії відбулося декілька повстань. Після його смерті конфлікт між карлістами—прихильниками Інфанта Карлоса і ліберальними прихильниками Ізабелли II призвів до Першої карлістської війни, яка тривала до 1840 р. і була особливо руйнівною на території Каталонії. Як і баски, чимало каталонців боролося на боці карлістів, і не тому, що вони підтримували абсолютну монархію, а через те, що вони сподівалися, що реставрація Старого режиму означатиме відновлення їхніх привілеїв та регіональної автономії.
Перемога лібералів над абсолютистами призвела до «революції» протягом правління Ізабелли II. Воно було позначене корупцією, неефективністю адміністративного управління, поглибленням централізації, а також політичною і соціальною напругою. Ліберали незабаром поділилися на «помірних» та «прогресивних». У Каталонії почав стверджуватися республіканський рух, окрім того каталонці стали виступати за федеративну Іспанію.
У вересні 1868 р. іспанська економічна криза, що тривала, призвела до Вересневої революції (Ла-Ґлоріоза), яка ознаменувала початок т. зв. «шість революційних років» (ісп. Sexenio Revolucionario, 1868—1873 р.р.). Серед найприкметніших подій цього періоду були правління уряду генерала Хуана Пріми та його вбивство, федералістське повстання 1869 р., проголошення Першої іспанської республіки, Третя карлістська війна та поширення ідей І Інтернаціоналу.

### Каталонський національний рух на тлі економічного зростання (2-а пол. XIXст.)

#### Економічне і культурне піднесення

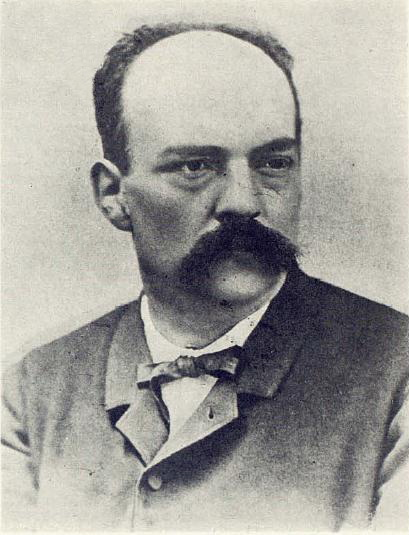
Баланті Алміраль, 1841–1904 р.р.

У другій третині XIX ст. Каталонія стала центром іспанської індустріалізації. Щораз більш індустріалізованій Каталонії довелося стикнутися з серйозним браком енергетичних ресурсів та зі слабкістю місцевого іспанського ринку.
Одночасно з розвитком капіталізму з'явилися ознаки каталонського культурного ренесансу — руху за відродження каталанської мови і культури після тривалого періоду занепаду.

#### Зародження і розвиток каталонського націоналізму
Основна стаття: Історія каталонського національного руху до 1975 р..
На тлі економічних і культурних успіхів в Каталонії підсилилися відцентрові настрої. У 1873 році було проголошено Каталонську державу. Однак після переговорів з центральним урядом залишилась у складі Іспанського Королівства.
У січні 1874 року, генералом Франсіско Серрано було захоплено владу в Іспанії, а у січні 1875 року було відновлено іспанську монархію. На трон було поставлено Альфонса XII з династії Бурбонів. Це був період політичної стабільності, репресій, спрямованих проти робітничого руху, а також повільної кристалізації каталонської національної ідентичності, і тривав він до поч. XX ст..
Протягом наступних десятиліть політичний підтекст приналежності до Каталонії як окремої країни стає наочнішим. Уперше сучасна теорія каталонської національної ідентичності була сформульована Баланті Алміралєм. У 1901 р. Анрік Прат (кат. Enric Prat de la Riba) та Франсеск Камбі (кат. Francesc Camby) сформували Регіональну Лігу, яка стала складовою коаліції «Каталанська солідарність» (кат. Solidaritat Catalana).

## XX століття

### Політичний розвиток у 1-й половині XXст. (до встановлення диктатури Франко)

#### Початок XX століття
Каталонський робітничий рух на початку ХХ ст. мав три складові: синдикалізм, соціалізм і анархізм, як його популяризував Алехандро Лерру (ісп. Alejandro Lerroux). Разом з Астурією, Каталонія загалом і Барселона зокрема були центром радикального трудового руху, відзначеного численними загальними страйками, терористичними актами (особливо наприкінці 1910-х років) і поширенням анархістської Національної конфедерації праці. Зростаюче насильство між каталонськими працівниками і каталонською буржуазією призвело до того, що буржуазія підтримала диктатуру Мігеля Пріма де Рівери, не зважаючи на його централізаторську політику.

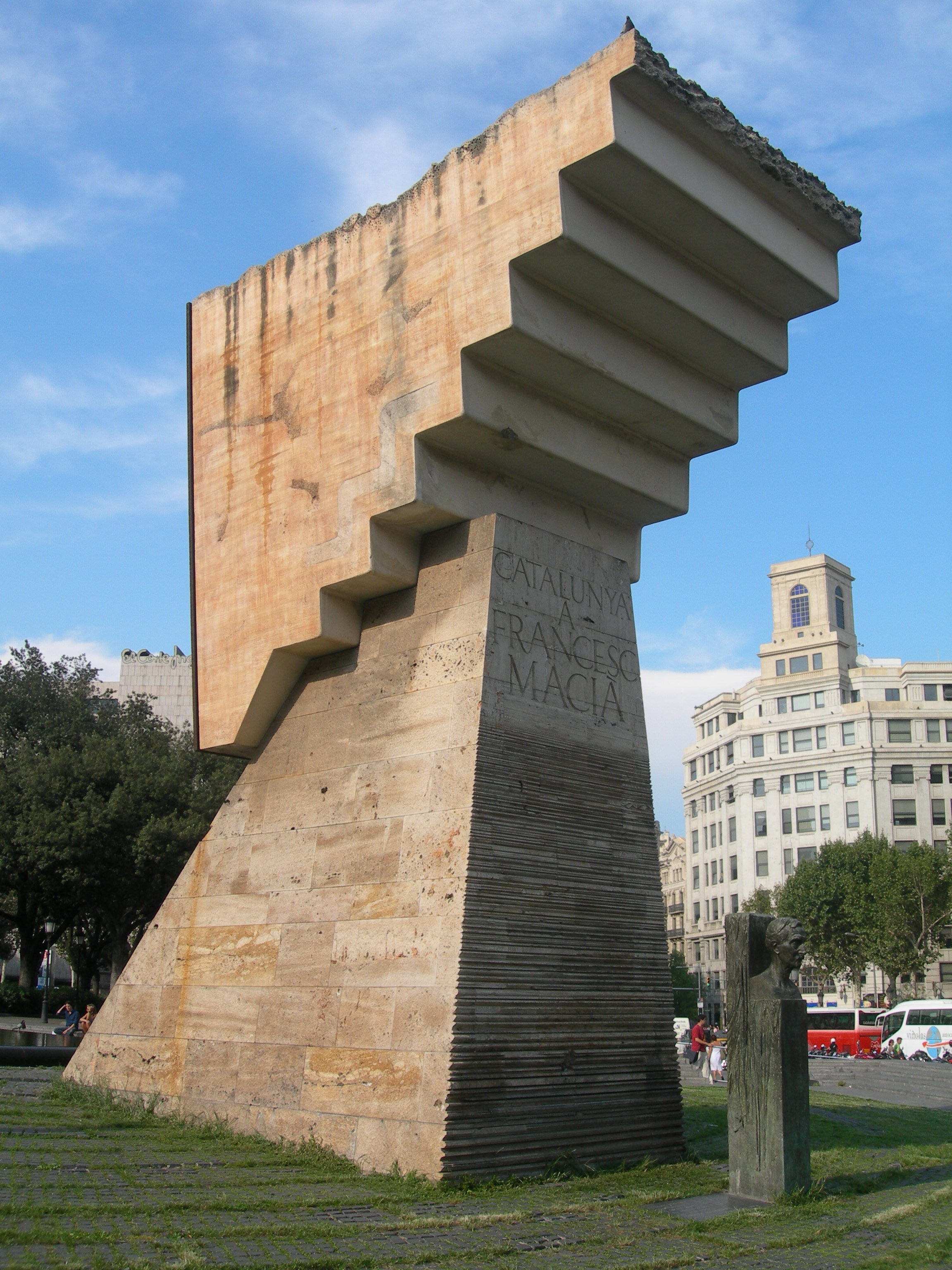
Монумент Франсеску Масії на площі Каталонії у Барселоні

#### Республіка та громадянська війна
Після падіння режиму Пріма де Рівери, ліві сили Каталонії доклали великих зусиль, щоб створити єдиний фронт на чолі з Франсеском Масією. Республіканську лівицю Каталонії підтримало багато каталонських робітників, які до того здебільшого не голосували. Відстоюючи соціалізм і незалежність Каталонії, лівиця досягла вражаючої перемоги на муніципальних виборах 12 квітня 1931 р., які передували проголошенню 14 квітня ІІ іспанської республіки. Каталонський Жанаралітат було відновлено, а у вересні 1932 р. Каталонія отримала новий автономний статус. Подібний статус здобула так само Країна Басків.
За двох президентів Жанаралітату — Франсеска Масії (1931—1933 р.р.) та Люїса Кумпаньша (1934—1939), республіканські органи самоврядування Каталонії здійснили значні реформи, не зважаючи на серйозну економічну кризу, її соціальні наслідки та політичні зміни протягом цього періоду, зокрема повстання у Барселоні в жовтні 1934 р. Стосовно робітничого руху, Національна конфедерація праці пережила кризу, що призвела у 1930-х роках до її поділу на Робітничу партію марксистського об'єднання (ісп. POUM) та Об'єднану соціалістичну партію Каталонії (кат. PSUC).
Після того, як на виборах 1936 року перемогли ліві сили, у липні 1936 року націоналістичні сили на чолі з Франциско Франко виступили проти уряду країни, що призвело до громадянської війни в Іспанії. Поразка військового повстання у Каталонії на самому його початку призвела до того, що Каталонія обрала сторону республіканців. Жанаралітат поступово став єдиним центром військової сили у Каталонії, хоча поряд з ним існували і військові підрозділи, створені робітничими партіями.
Військові підрозділи Жанаралітату були зосереджені на двох фронтах: в Арагоні і на Майорці. Арагонський фронт чинив опір до 1937 р., коли війська Франко зайняли Льєйду і Балаге. Зрештою, військо Франко розділило республіканську територію на дві частини, зайнявши Вінарос, чим ізолювали Каталонію від решти території контрольованої республіканським урядом Іспанії. Поразка Республіканських армій у битві при Ебро призвела до захоплення Каталонії у 1938 р. і 1939 р. антиурядовими військами.
Встановлений Ф. Франко політичний режим відразу ж скасував каталонську автономію, вжив суворих заходів проти каталонського національного руху, розпочав утиски каталонської інтелігенції та культури. Тільки через сорок років, після смерті Ф. Франко у 1975 році і ухвалення нової демократичної конституції в Іспанії 1978 року, Каталонія повернула собі власну автономію і відтворила у 1979 році Жанаралітат.
Джордж Орвелл воював у Каталонії від грудня 1936 р. до червня 1937 р. Його спогади про цей період під назвою «Данина Каталонії», були вперше видані у 1938 р. Ця книга є однією з найбільш знаних книг про Іспанську громадянську війну.

### Диктатура Франко (1939—1975р.р.)
Як і в інших частинах Іспанії, правління Франко у 1939—1975 р.р. у Каталонії призвело до анулювання демократичних свобод, заборони і переслідування партій, тотальної цензури, а також до заборони усього, що було пов'язане з лівими ідеями. Для Каталонії це також означало знищення автономії, заборону особливих каталонських установ і повної заборони каталаномовної преси. Протягом перших років режиму будь-який опір був знищений, до в'язниць було кинуто тисячі людей, ув'язнених за політичними мотивами, тисячі каталонців були змушені емігрувати. Окрім того, 4 тис. каталонців було страчено між 1938 р. і 1953 р., серед них був і колишній президент Жанаралітату Люїс Кумпаньш.
У 1960-і роки сільське господарство почало модернізуватися, збільшилася індустріалізація країни і почався масовий туризм. У Каталонію приїхало багато мігрантів з інших регіонів Іспанії, що особливо прискорило зростання Барселони і агломерації навколо неї. Опозиція робітничого класу до Франко почала виявлятися у формі «Робітничих комісій» (ісп. Comisiones Obreras), повернення профспілок. У 1970-х роках демократичні сили об'єдналися у Каталонські Збори (кат. Assemblea de Catalunya).

### Відновлення демократії і повернення автономного статусу

#### Перехідний період і урядування Жорді Пужола

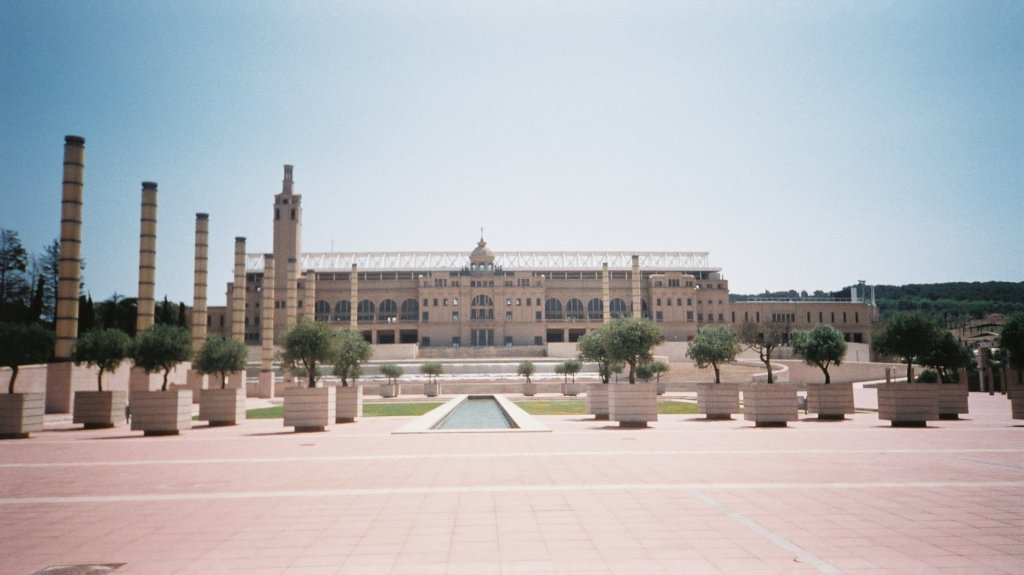
Олімпійський стадіон ім. Люїса Кумпаньша у Барселоні

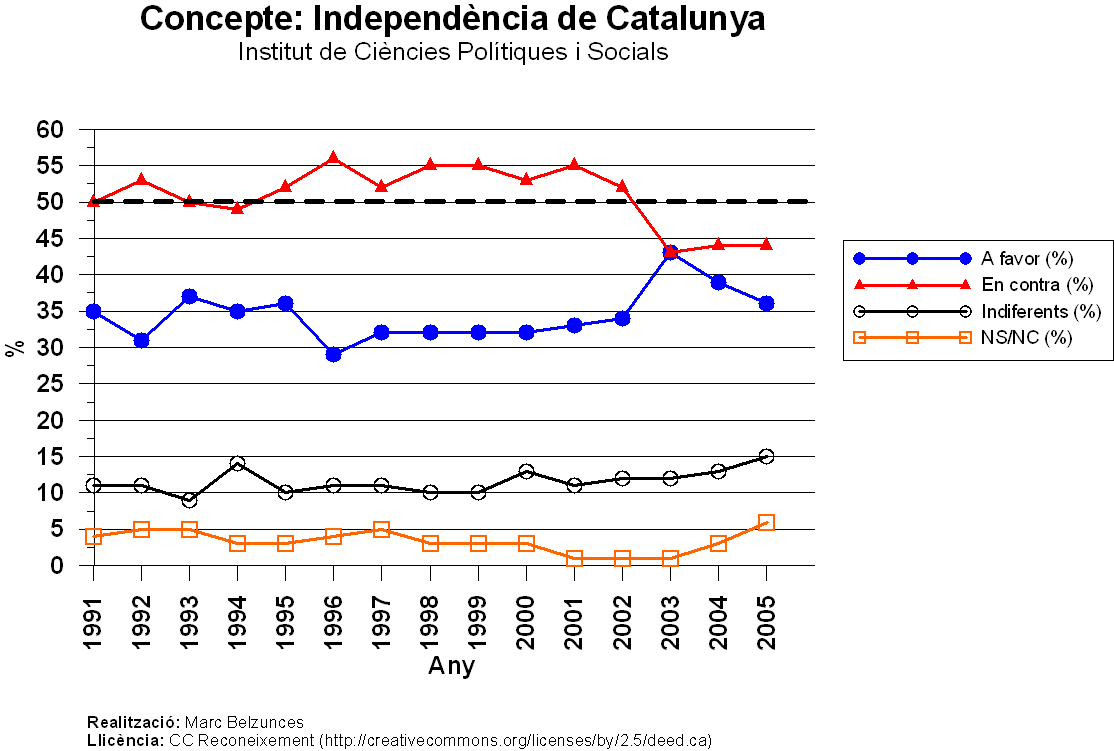
Громадська думка щодо підтримки незалежності Каталонії (син. — підтримка, черв.- проти, чорн. — все одно, пом. — не визначилися) за даними Барселонського інституту політичних та соціальних наук (ICPS), Автономний університет Барселони

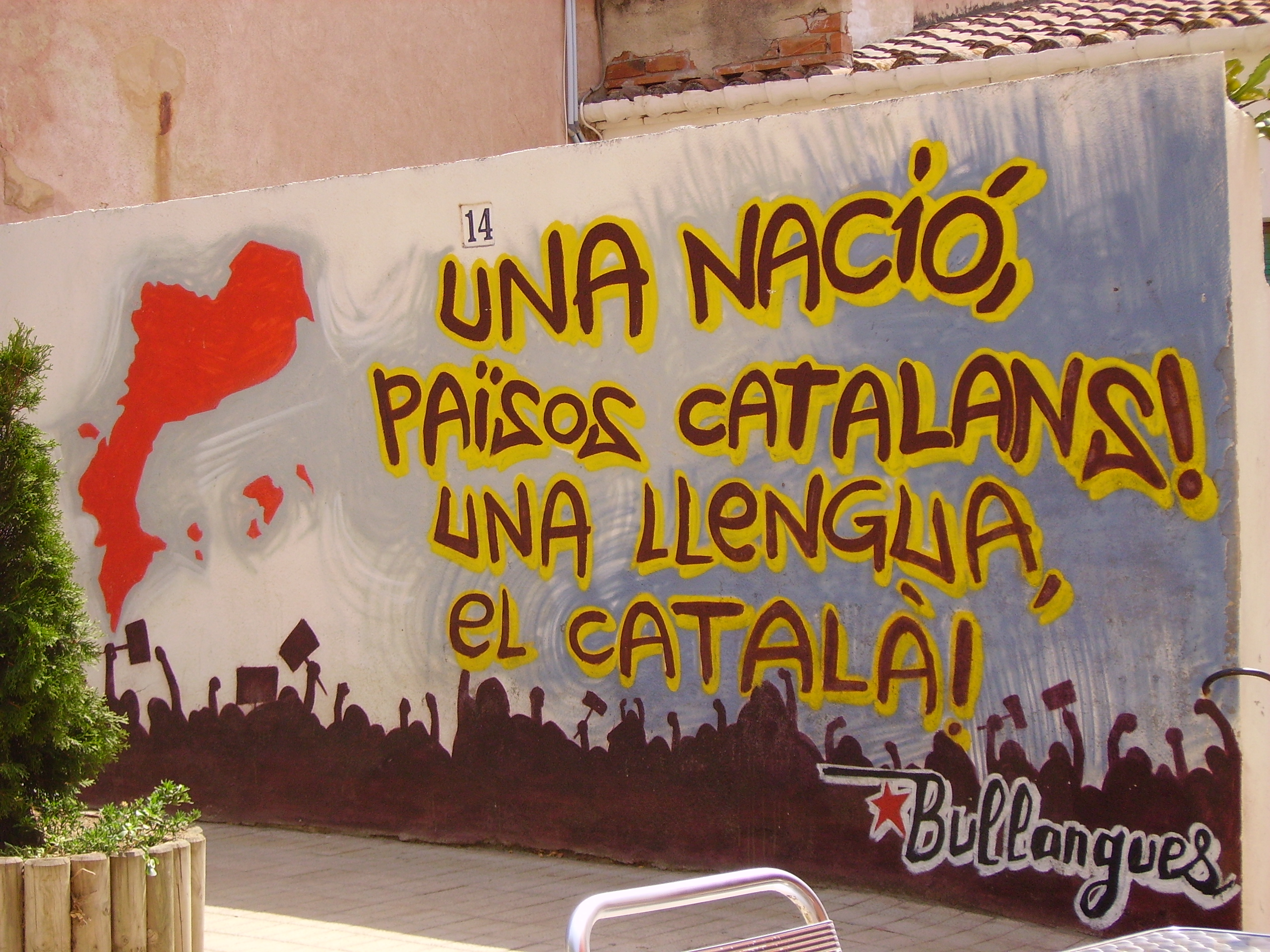
Графіті на паркані у районі Марезма, переклад: «Одна нація — каталанські країни ! Одна мова — каталанська !»

Смерть Франко розпочала період, відомий як перехід до демократії або скорочено «Перехід» (кат. La transició), що тривав з 1975 по 1982 рр. і протягом якого демократичні свободи в Іспанії в цілому було відновлено. Так, у 1978 р. було ухвалено нову демократичну іспанську Конституцію. Ця конституція визнала існування численних національних громад у межах іспанської держави. За Конституцією країну було поділено на автономні області. Для Каталонії це означало поступове повернення її автономістських прав.
Тимчасовий Жанаралітат Каталонії було відновлено на перших загальних виборах у 1977 році. Його очолив Жузеп Тарраделяс (кат. Josep Tarradellas). У 1979 році статут автономії було остаточно схвалено. Цим статутом делегувалося більше самоврядних прав у справах освіти і культури, ніж статутом 1932 р., але менше у сфері правосуддя і нагляду за законністю. Відповідно до цього статуту Каталонію визначено як «націю», каталанська мова на її території стала офіційною разом з іспанською.
Для самої Каталонії період 1980—1990-х років став часом значного економічного піднесення й неухильного розвитку автономних інституцій. В економічній сфері великим чинником для зростання стало входження 1 січня 1981 року Іспанії до ЄЕС (2-а хвиля євроінтеграції). Також не в останню чергу цьому сприяла внутрішня політична стабільність — протягом майже чверті століття (1980—2003 рр.) на чолі каталонського автономного уряду перебував 126-й голова Женаралітату Жорді Пужол, голова правоцентристської каталонської націоналістичної виборчої коаліції Конвергенція та Єднання (кат. Convergència i Unió, CiU), яка складалася з його власної партії Демократична конвергенція Каталонії (кат. Convergència Democràtica de Catalunya) і меншого та консервативнішого «Демократичного Союзу Каталонії» (кат. Unió Democràtica de Catalunya, UDC). Крім того, у зв'язку з постійними кризами центрального уряду і відсутністю абсолютної більшості в іспанському парламенті протягом 1990-х років іспанський уряд зробився залежним від підтримки, яку надавали націоналістичні партії автономій (каталонські, баскські, Канарських островів тощо), що значно посприяло справі розширенню змісту і наповнення ним каталонської автономії, зокрема, в період останнього урядування Феліпе Ґонсалеса (ісп. Felipe González, 1993—1996 р.р.) і першого урядування Хосе-Марії Аснара (1996—2000 р.р.).

#### Автономізація і економічне становище Каталонії у 1990-х рр.
В галузі будівництва каталонської автономії було створено чимало — автономну поліцію, повітові адміністрації та верховний суд у формі Вищого трибуналу юстиції Каталонії (кат. Tribunal Superior de Justícia de Catalunya). Каталонським законом щодо лінгвістичної нормалізації було підтримано каталаномовні ЗМІ. Каталонський уряд напряму забезпечує надання субсидій для просування каталонської культури, зокрема створення каталаномовних кінострічок або розміщення субтитрів каталанською у фільмах іноземного виробництва.
У 1992 р. у Барселоні пройшли літні Олімпійські ігри, які привернули міжнародну увагу до Каталонії та її столиці. У ці ж 1990-і в зв'язку з крахом Східного блоку і СРСР, й політичними та економічними негараздами в країнах Центральної та Східної Європи значно підсилився еміграційний рух до Каталонії, що з одного боку позначалось негативно на соціальній сфері, а з іншого боку — приток відносно дешевої і/або часто неврахованої (незареєстрованої) робочої сили був додатковим чинником економічного зростання.

#### Політичні протиріччя 2000-х рр.
На поч. 2000-х наявними стали політичні протиріччя у каталонському істеблішменті. У листопаді 2003 р. вибори до Женаралітату дали більше голосів (але не абсолютну більшість) коаліції CiU. Три інші партії (PSC-PSOE, ERC і ICV) об'єдналися та сформували автономний уряд Паскуала Марагаля (кат. Pasqual Maragall) (PSC-PSOE), який і став новим президентом Женаралітату.
Цей уряд виявився нестійким, особливо в тому, що стосувалося проблеми реформування Статуту автономії Каталонії, тому було призначено нові дочасні вибори, які було проведено восени 2006 р. У результаті цих виборів CiU знову набрало більше голосів, ніж інші партії, але PSC-PSOE, ERC і ICV знову сформували урядову коаліцію. 28 листопада 2006 р. Президентом Женаралітату Каталонії (128-им і чинним) став Хосе Монтілья Аґілера.

#### Сучасний стан каталонського автономізму— від несприйняття до закликів до виходу зі складу Іспанії.
Відновлення автономії дало значний імпульс розвитку каталонської нації, популяризації культури і мови каталонців (навіть ICANN 16 вересня 2005 р. офіційно схвалив інтернет-домен .cat, який став першим доменом не для державного утворення, а для окремої мовної спільноти).
Сьогодні каталонські еліти (і в меншому ступені суспільство) поділені між тими, хто вимагає більшого унезалежнення від Мадриду аж до державного самовизначення і прибічниками існуючої автономії. Слід відзначити, що серед каталонців неоднозначне ставлення до незалежності Каталонії. Доволі значною є частка каталонців, що не визначилися зі своїм ставленням до незалежності Каталонії і їх число весь час змінюється, бл. 40 % каталонців висловлюють негативне ставлення, однак їх доля поступово знижується. Доля тих, що виступають за вихід зі складу Іспанії, становить бл. третини від загалу (це число лишається стабільним); варто враховувати, що серед прибічників унезалежнення Каталонії є й ті, хто волів би бачити в складі новоствореної каталонської держави т. зв. Каталанські країни; дехто з них, переважно молодь, налаштовані доволі агресивно, щоправда найчастіше це показний протест, а не реальні дії.
18 червня 2006 р. у Каталонії відбувся референдум, за результатами якого 74 % його учасників висловилися за більшу самостійність своєї автономії та за визнання каталонців окремим народом. Відтак область отримала більші права у регулюванні внутрішнього життя, зокрема, в податковій системі, юстиції та еміграційній політиці.

#### На шляху до державної незалежності

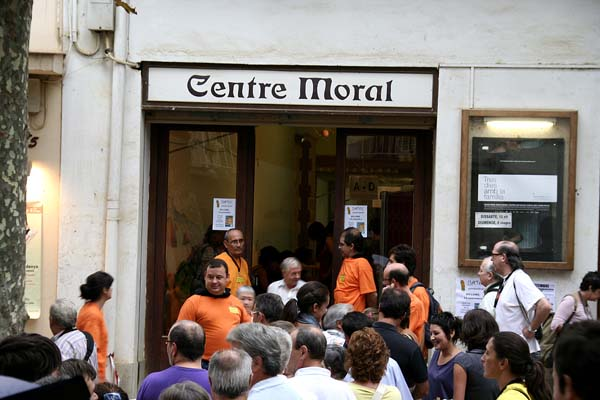
Будівля «Центру Мурал» у муніципалітеті Ареньш-да-Мун, де проходило голосування першого місцевого консультативного референдуму щодо незалежності Каталонії

Неоднозначну реакцію, як всередині Каталонії, так і в іспанському політикумі та суспільстві викликали результати консультативного референдуму щодо незалежності Каталонії в муніципалітеті Ареньш-да-Мун (перший в історії каталанських країн подібний місцевий референдум щодо незалежності Автономної області Каталонія), що відбувся 13 вересня 2009 року в містечку Ареньш-да-Мун (кум. Марезма, Автономна область Каталонія), за якими понад 96 % тих, що проголосували, висловились за те, «щоб Каталонія стала правовою, незалежною, демократичною та соціально-орієнтованою державою, яка входила б до Європейського Союзу».
А вже за три місяці, 13 грудня 2009 року, в Каталонії відбувся масштабніший неофіційний референдум щодо незалежності — у ньому взяли участь трохи менше 30 відсотків осіб із правом голосу (в абсолютних цифрах — 700 тисяч мешканців зі 166 населених пунктів), але результат виявився так само далеко не на користь центрального уряду — 95 % із тих, хто проголосував, висловилися на підтримку незалежності Каталонії. Як і попереднє опитування в Ареньш-да-Мун, референдум не має жодних юридичних наслідків, він носить лише консультативний характер та й проводився в малонаселених місцевостях. Та вже на весну 2010 року намічено проведення подібного опитування в Барселоні та інших великих містах Каталонії. Мадридська влада висловила значне занепокоєння тим фактом, що в подібних референдумах беруть участь у тому числі й місцеві чиновники та інші офіційні особи, які на практиці мали б відстоювати територіальну цілісність Іспанії.
Наразі визначальним етапом у справі майбутнього розвитку каталонської автономізації повинні також стати парламентські вибори 2010 року.

## Вибрана література з історії Каталонії та Іспанії
- В. Балаґе. «Історія Каталонії» (11 томів). / Balaguer V. Historia de Cataluña, (11 томів), Madrid, 1885—1886 (ісп.)
- А. Борі-і-Фунтеста. «Історія Каталонії». / Bori y Fontesta А. Historia de Cataluña, Barcelona, 1898 (ісп.)
- Ж. Баларі-і-Жубань. «Початки історії Каталонії». / Balari y Jovany J. Origines historicos de Cataluna, Barcelona: Establecimiento Tipográfico de Hijos de Jaime Jesús, 1899 (ісп.)
- Джон Харґрейвз. «Свобода Каталонії? Каталонський націоналізм, іспанська ідентичність та Олімпійські ігри у Барселоні». / John Hargreaves. Freedom for Catalonia?: Catalan Nationalism, Spanish Identity and the Barcelona Olympic Games, Cambridge Cultural Social Sciences (ISBN 0-521-58615-1, ISBN 978-0-521-58615-3), 2000 (англ.)
- Rucquoi Adeline L;Espagne médiévale, P.: Les Belles Artes, 2002 (фр.); російський переклад — Рюкуа А. Средневековая Испания., М.: «Вече» (серія: «Гиды цивилизаций»), 2006 (рос.)
- Лоуренс МакКренк. «Історія кордонів у середньовіччі у Новій Каталонії». / Lawrence J. McCrank. Medieval Frontier History in New Catalonia, Collected Studies Series (ISBN 0-86078-582-3, ISBN 978-0-86078-582-8), 1996 (англ.)
- Х. Чейтор. «Історія Арагону та Каталонії». / H. J. Chaytor, History of Aragon and Catalonia, AMS Press [Архівовано 25 липня 2008 у Wayback Machine.] (ISBN 0-404-01479-8, ISBN 978-0-404-01479-7), 1979 (англ.)
- У. та Ж. Круанас. «Жанаралітат у історії Каталонії». / Oriol and Josep Cruanas, The Generalitat in the History of Catalonia, Department De Cultura De La Generalitat De Catalunya (ISBN 84-393-0470-6), 1986 (англ.)
- А. Олланд. «Каталонія — один народ, дві держави. Етнографічне дослідження ненасильницького спротиву асиміляції». / Alexander Alland. Catalunya, One Nation, Two States: An Ethnographic Study of Nonviolent Resistance to Assimilation, Palgrave Macmillan (ISBN 1-4039-7440-3, ISBN 978-1-4039-7440-2), 2006 (англ.)
- Ю. Мендонса. «Освіченість та культура влади у середньовічній Каталонії». / Eugene Mendonsa. Literacy and the Culture of Domination in Medieval Catalonia, Kindle Edition (ASIN: B00154Q8AG), 2008, (англ.)
- Альтаміра-і-Кревеа Р. История Испании. Т 1-2., М.: Издательство иностранной литературы, 1951 (рос.)
- Альтаміра-і-Кревеа Р. История средневековой Испании., СПб.: «Евразия», 2003 (рос.)
- Испания и Португалия. Энциклопедический справочник М.: «Советская энциклопедия», 1947 (рос.)
- Корсунский А. Р. История Испании IX—XIII веков., М.: «Высшая школа», 1976 (рос.)
- Мильская Л. Т. Очерки истории деревни в Каталонии X—XII вв. М: Издательство АН СССР, 1962 (рос.)
- «Хроніка візіготських королів». / Chronica regum visigothorum [Архівовано 8 липня 2007 у Wayback Machine.] (рос.)
- Испания — Каталония. Империя и реальность. Антология, М.: Regnum, 2007 (рос.)
- Кудрявцев А. Е. Испания в средние века. (серія «Академия фундаментальных исследований: история»), ЛКИ, 2007 (рос.)
- Ж. Субрекас-і-Каліку. «Історія Каталонії». / Jaume Sobreques i Callico. Historia de Cataluña (ISBN 84-85031-85-7, ISBN 978-84-85031-85-6), 2007 (ісп.)
- Ж.-К. Морера. «Історія Каталонії. З одного та іншого боку Піренеїв». / Jean Claude Morera. Histoire de la Catalogne: Au-delà et en deçà des Pyrénées, L'Harmattan, Collection Horizons (ISBN 2-7384-1646-2, ISBN 978-2-7384-1646-9), 2000 (фр.)
- М.-К. Зіммерманн. «Історія Каталонії». / Marie-Claire Zimmermann, Michel Zimmermann. Histoire de la Catalogne, Poche, collection Que sais-je?, (ISBN 2-13-048354-2, ISBN 978-2-13-048354-0), 1997 (фр.)
- К. Коломе, М. Буй. «Історія каталонців». / Claude Colomer, Michel Bouille. Histoire des Catalans, Milan, collection Milan Bx Liv, (ISBN 2-86726-531-2, ISBN 978-2-86726-531-0), 1991 (фр.)